# Grock
Adrien Wettach, nom de naissance de Charles Adrien Wettach, connu sous le nom de scène de Grock, né le 10 janvier 1880 à Loveresse (Jura bernois) et mort le 14 juillet 1959 à Imperia (Italie), est un clown suisse.
Le personnage de Grock est un clown auguste musical. Très apprécié du public et reconnu par ses pairs comme l'un des meilleurs augustes et clown musicaux du XXe siècle, Grock fonde son succès sur un numéro unique constamment retravaillé et développé. Artiste complet, Grock a également joué dans quelques films muets et composé près de 2 500 mélodies.
Après avoir vécu une enfance modeste, le jeune homme commence une carrière d'artiste de cirque – principalement dans un rôle de clown – relativement anonyme. À partir de 1903, Adrien Wettach créé le personnage de Grock, un clown auguste musical, pour son duo avec le clown Brick. Remarqué, le Suisse acquiert une reconnaissance dans le milieu circassien d'avant-guerre, grâce à son duo avec le célèbre clown blanc Antonet. À partir de 1913, Grock s'émancipe de la domination d'un clown blanc et commence à développer un long numéro composé principalement de gags musicaux. Au fur et à mesure des années et des partenaires, le numéro s'enrichit et remporte un grand succès populaire. Au faîte de sa notoriété au début des années 1930, Grock rencontre toutefois un accueil de plus en plus mitigé du public, lassé par le manque de renouvellement du numéro. Adrien Wettach décide de mettre fin à sa carrière au début de la Seconde guerre mondiale et part vivre en Italie durant le conflit (il est proche de plusieurs fascistes). Après la guerre, il reprend quelque temps son rôle de clown, crée un cirque durant trois ans puis retourne finir sa vie en Italie, dans sa villa à Oneglia.

## Biographie

### Précaution
De l'aveu des spécialistes de l'univers du cirque et des clowns, la connaissance de plusieurs évènements de la vie d'Adrien Wettach reste lacunaire et parfois sujette à caution. L'une des clés pour expliquer toutes ces difficultés est proposée par Alix Maurin et Fabiano D'Amato dans leur documentaire Grock, ombres et lumières d'un clown de légende. Les deux hommes remarquent en effet la propension d'Adrien Wettach à mettre en scène son personnage Grock, à la vie comme à la scène, le tout dans le but de suggérer sa propre réussite et de contrôler son image ainsi que son mythe.
Selon Tristan Rémy, la raison tient principalement dans le style de rédaction des Mémoires écrits par le Suisse (Grock raconté par Grock en 1931 ; suivi par Nit M-ö-ö-ö-glich en 1956, inconnu de Tristan Rémy lors de la rédaction de Les clowns). Ce dernier a en effet choisi de relater sa vie sous la forme d'un récit composé de multiples anecdotes. L'auteur recourt à la fantaisie, l'exagération et l'extravagance pour agrémenter sa narration et n'hésite pas à se contredire. Par ailleurs, si la plupart des aventures possèdent un fond de vraisemblance, il est probable que tout ou partie soit inventé ou emprunté à un confrère ou un ami. Il est nécessaire de rappeler qu'une partie de la vie de Grock, notamment ses débuts professionnels, s'est déroulée dans des troupes itinérantes, se déplaçant parfois dans certaines campagnes reculées. Les informations relatives aux artistes de cirque sont donc par nature moins contrôlables que celles de ceux se produisant au music-hall.

« Les clowns [...] ont une propension à la mystification. Grock, semble t-il, n'y a pas échappé. [...] les Mémoires de Grock sont curieuses, inattendues, mais doivent être accueillies avec une prudente réserve. Ils ne peuvent, dans tous les cas, être utilisés avec certitude. »

— Tristan Rémy, Les clowns
Au final, Tristan Rémy regrette le parti pris d'écriture adopté par Grock, qu'il se soit limité à écrire un livre de clown sur un clown. L'impossibilité de pouvoir s'appuyer sans réserves sur le contenu du texte autobiographique ainsi que l'absence d'un point de vue artistique sur sa carrière et sa pratique entretiennent les questions et les énigmes. Le critique français préfère pour sa part appuyer ses références biographiques sur l'ouvrage Clowns and Pantomimes de Maurice Willson Disher.
Y compris au sein de la famille Wettach, il apparaît que la vie du célèbre clown comportait des parties peu précises et inexpliquées. D'ailleurs, son petit neveu et biographe Raymond Naef dresse un portrait d'Adrien Wettach moins idéalisé que celui suggéré par les Mémoires. L'auteur le dépeint ainsi comme coléreux, borné mais également attentionné, pouvant faire preuve de générosité comme d'avarice, etc. Si Raymond Naef s'appuie en partie sur les Mémoires de son aïeul pour rédiger son ouvrage, il n'en demeure pas moins bien plus exhaustif et critique, comme le fait remarquer le clown Dimitri dans sa préface. En témoignent ainsi la publication de correspondances et d'informations au sujet des relations entre Adrien Wettach et les dignitaires du Troisième Reich mais aussi la plus grande précision dans la chronologie des évènements appuyée par le croisement des souvenirs des différents membres de la famille ainsi que des archives familiales.

### Enfance et adolescence

#### Jura bernois et Seeland
Charles Adrien Wettach naît le 10 janvier 1880  à Loveresse dans le Jura bernois,,. Issu d'une famille de paysans bernois par son père et neuchâteloise par sa mère. L'enfant grandit dans le Jura bernois et à Bienne, dans le Seeland. Les années suivantes, la famille Wettach s'agrandit avec la naissance des trois sœurs et du frère d'Adrien : Jeanne, Fanny, Cécile et Adolphe. La famille est de condition modeste, voire pauvre, et vit des emplois occupés par son père, horloger et cafetier,. Dans son autobiographie, Grock indique que sa famille a fréquemment déménagé dans différentes villes bernoises et jurassiennes (notamment La Neuveville, Le Landeron, Le Locle, Col-des-Roches, Bienne, Villeret), au gré des emplois de son père. Il explique également avoir occupé différents petits emplois durant cette période afin d'aider ses parents, notamment celui de vacher ou de garçon de ferme.

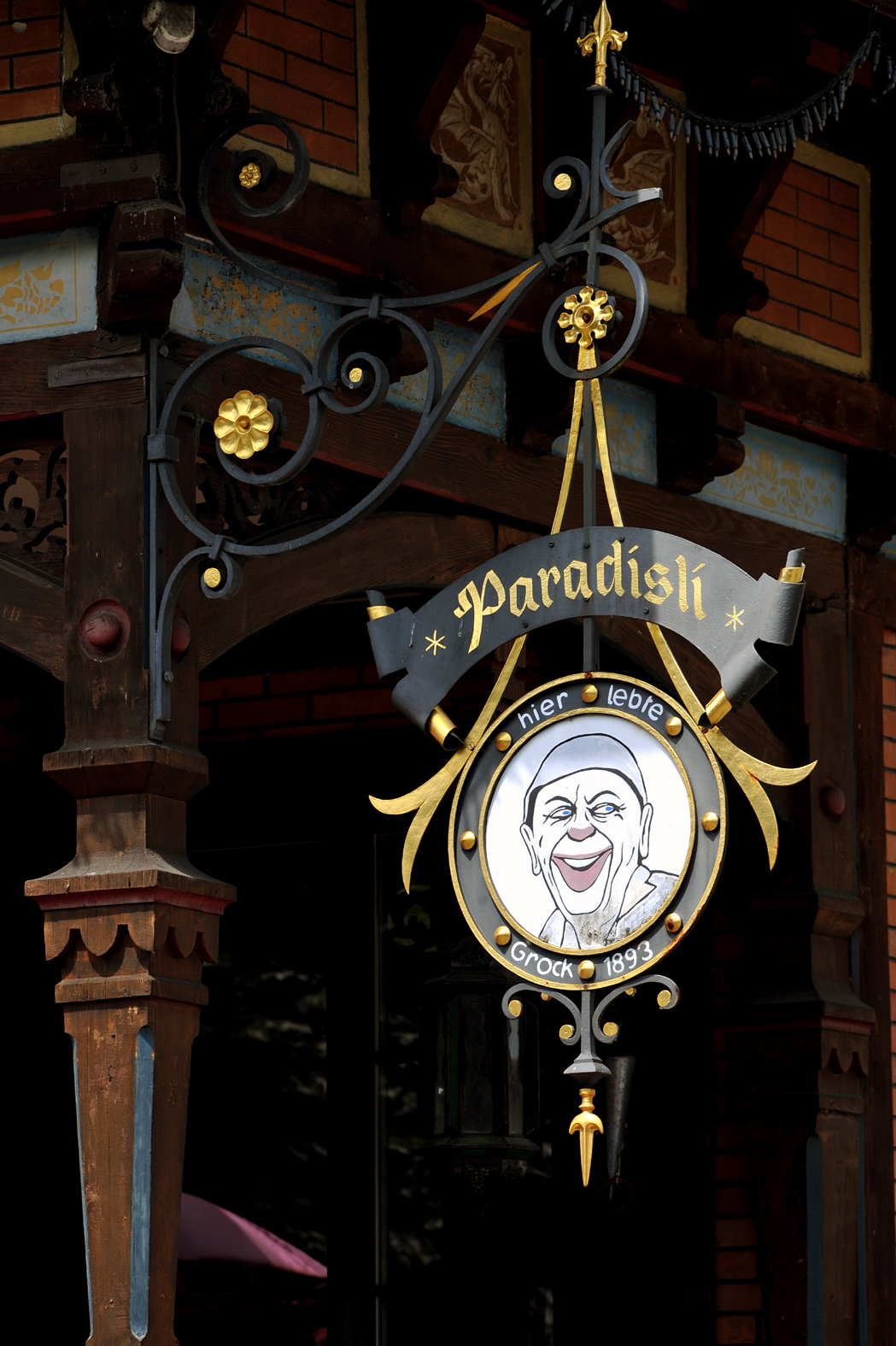
Enseigne moderne du café « Paradisli » à Bienne. Un dessin de Grock rappelle le lien entre le lieu et le clown.

Le jeune Adrien Wettach grandit dans un environnement propice aux arts populaires. Ses parents sont en effet adeptes de musique. Ils jouent tous deux de la guitare et aiment chanter. Par ailleurs, son père, pratiquant régulier de gymnastique, d'acrobatie et ayant participé dans sa jeunesse à des représentations du cirque Marinelli, connaît quelques artistes et forains. Le garçon va donc rapidement devenir familier avec l'univers du cirque. Il apprend à jouer du piano et de plusieurs autres instruments de musique, notamment le violon, la flûte et le xylophone. Il s'initie également à certaines disciplines du cirque comme l'acrobatie, la contorsion ou la clownerie. C'est à Bienne que les premiers contacts directs entre Adrien Wettach et le monde du cirque s'établissent, notamment par l'intermédiaire du cirque Wetzel. Le père du jeune Adrien tient un café en périphérie de la ville - le « Paradisli » (le petit Paradis) - et y entrepose du matériel appartenant à son ami Franz Wetzel. Adrien bénéficie ainsi des relations étroites entre son père et le patron du cirque Wetzel pour intégrer la troupe durant l'été. Par ailleurs, l’adolescent profite également du café tenu par son père pour y jouer ses premières représentations de clown et d'acrobate afin de divertir les clients,.
Dans ses Mémoires, Adrien Wettach explique avoir découvert l'univers du cirque, et plus particulièrement le rôle de clown, lors du passage du cirque Wetzel au Col-des-Roches. Fasciné par l'univers circassien, le spectacle et ces rencontres, le garçon construit un chapiteau de fortune après le départ des artistes et réalise un spectacle, principalement axé sur les pitreries, pour ses camarades. Lui-même situe ses débuts dans l'univers du cirque à Bienne, à partir de ses 13 ans. S'il se remémore la fascination qu'il éprouvait pour les bagages du cirque Wetzel entreposés dans les réserves de l'établissement de son père durant l'hiver, Adrien Wettach indique que sa première embauche fut à l'occasion d'un carnaval, lorsqu'il assura l'accompagnement musical de la troupe Wetzel d'abord à Bienne puis à Reconvillier. Son envie de devenir artiste le pousse également à tenter un voyage dans plusieurs grandes villes alémaniques (entre autres Berne, Lucerne, Zurich) afin d'y jouer avec sa sœur Jeanne. Toutefois, l'aventure tourne court.
Les années suivantes de sa vie en Suisse sont mal connues et les évènements incertains. Selon ses mémoires, la famille doit quitter Bienne et rencontre d'importantes difficultés financières. Le jeune adolescent tente d'aider ses parents en occupant différents emplois. S'il parvient les premiers mois à gagner de l'argent avec des prestations artistiques, il doit par la suite commencer un apprentissage d'horlogerie puis travailler dans des cafés ou des hôtels. De retour à Bienne après quelques mois, Adrien Wettach tente diverses aventures artistiques sans grand succès. À ses dires, le jeune homme acquiert une mauvaise réputation dans la ville seelandaise ainsi que sa région et se voit de plus en plus exclu de la vie sociale locale, vivant une vie pauvre et désœuvrée.

#### Hongrie
En 1897, Adrien Wettach quitte la Suisse pour la Hongrie,. Il exerce dans ce nouveau pays les professions de maître de langue et d'équitation, mais la chronologie et les détails de sa vie hongroise entre 1897 et 1899 restent sujet à caution.
Dans ses Mémoires, Adrien Wettach indique que son départ pour la Hongrie survient après que sa mère lui a trouvé un emploi auprès du comte Bethlen. Il est employé par la famille afin de faire la conversation en français au jeune héritier. Il ajoute que son départ de Suisse pour la Hongrie est concomitant avec celui de sa sœur Jeanne (qui a également obtenu un emploi en Hongrie), tandis que le reste de la famille déménage et s'installe à Budapest quelques semaines plus tard. Le jeune homme affirme passer plusieurs mois heureux auprès des Bethlen, étant d'un âge très similaire aux enfants de la famille et ayant l'occasion de se divertir avec eux. Toutefois, il décide de rejoindre Budapest et sa propre famille quelques mois plus tard, attiré par la vie mouvementée qu'il s'imagine trouver dans la capitale hongroise.
Toujours selon son autobiographie, Adrien Wettach explique que ses espoirs sont rapidement déçus une fois arrivé à Budapest. Le jeune homme retrouve alors un quotidien difficile, sans emploi. Il affirme employer ses talents musicaux en jouant du violon dans la rue afin de gagner quelques florins. Au cours d'une discussion chez un luthier, il semble être parvenu à se faire embaucher comme apprenti par celui-ci. Pendant quelques mois, Adrien Wettach a ainsi l'occasion de développer ses connaissances des techniques de fabrication, de réparation et d'accord d'instruments de musique. En parallèle, le jeune suisse est toujours attiré par une carrière artistique. Il indique avoir rencontré dans la boutique un musicien cherchant un violoniste pour compléter son orchestre de divertissement et l'avoir convaincu de l'embaucher. Après avoir accepté l'offre, Adrien Wettach est congédié par son employeur et il rejoint l'orchestre pour lequel il joue du violon, du xylophone et fait également le clown.

### Débuts professionnels dans le cirque
C'est en 1899 que la carrière d'artiste de cirque débute véritablement pour Adrien Wettach. À Budapest, il fait la connaissance d'un clown, un certain Alfred Prinz. À l'initiative de celui-ci, les deux hommes montent ensemble un duo de clowns, « Alfredianos », et se font engager par le cirque Krateily avec lequel Prinz était en contact. Pendant environ deux ans, le duo tournera dans les campagnes hongroises avant de se séparer à la suite du mariage d'Alfred Prinz.
De son côté, Adrien Wettach indique avoir rencontré Alfred Prinz lors de l'entracte d'une représentation de l'orchestre. Ce dernier cherchant un partenaire, l'ayant apprécié et disposant de tout le matériel nécessaire pour la clownerie, Adrien décide d'accepter son offre d'association et de quitter l'orchestre. Après une série de représentations à Grosswardein, le duo retourne à Budapest et s'associe avec un troisième artiste dont le nom serait Piselli. Durant l'été, le trio se produit pour un cirque dénommé Ratay pendant trois mois. Puis, pour la saison hivernale, les trois hommes s'associent à d'autres artistes et forment une troupe qui part en tournée dans les Carpates. Le succès rencontré est mitigé, obligeant Adrien Wettach à soutenir une activité de réparateur et d'accordeur de piano dans le but compléter les revenus du groupe.

Sans qu'il ne soit possible d'infirmer la véracité de ces informations, Adrien Wettach explique dans ses Mémoires qu'Alfred Prinz et lui décident de quitter la troupe et de partir en duo à Temesvar puis dans les Balkans, notamment à Belgrade. À Sofia, leurs spectacles sont annulés et les deux hommes en profitent pour cesser cette tournée et rentrer à Budapest. Le duo de clown participent à nouveau aux spectacles du cirque Ratay pendant la tournée printanière. Puis, les deux hommes s'engagent ensuite pour un petit cirque ambulant (cirque Léo) avant de le quitter pour un autre (cirque Moïse) lorsque celui-ci est saisi par les autorités. C'est lors de ces différents engagements itinérants qu'Alfred Prinz aurait rencontré une écuyère avant de se mettre en couple avec elle, provoquant la fin des « Alfredianos ».

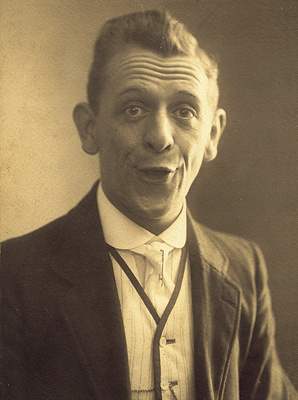
Adrien Wettach, 1903.

Une fois les « Alfredianos » dissous, Adrien Wettach s'associe avec un autre clown et quitte la Hongrie pour rejoindre Berlin. Dans la capitale allemande, les deux hommes se produisent quelque temps. Toutefois, les relations entre Adrien et son partenaire ne sont pas bonnes, ce qui entraîne la fin de leur duo. Adrien Wettach s'associe alors à un nouveau clown, Conche, avant de cesser leur collaboration en raison du caractère difficile de l'homme et de la survenue d'une crise de folie de ce dernier en pleine représentation.
Après cela, Adrien Wettach décide de se rendre en France en 1903. Il rejoint la troupe de cirque des frères Barracetta à Voiron, près de Lyon. Après quelques jours, il croise par hasard la route du Cirque national suisse au sein duquel Jenny Wetzel, l'une des filles du patron du cirque Wetzel, est employée. Celle-ci le présente à sa direction et Adrien Wettach est embauché comme caissier. Dans son autobiographie, Adrien Wettach indique que cet engagement lui permet de voyager avec la troupe helvétique en Provence.

### Naissance de Grock et duo avec Brick
Profitant de son passage dans le sud de la France, Adrien Wettach se rapproche de Marius Galante, un clown marseillais. Celui-ci, que l'on surnomme Brick, est un clown qui bénéficie d'une notoriété naissante après avoir rencontré quelques succès avec son partenaire espagnol, le clown Brock au sein du duo « Excentric Brick and Brock » (ou « Brick's and Brock's »). Les deux hommes décident alors de travailler ensemble au sein du Cirque national suisse à partir de l'automne 1903.

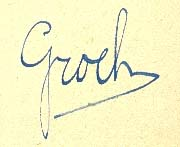
Autographe du clown Grock

À l'occasion de ce duo, Adrien Wettach adopte comme nom de scène Grock. Dans son autobiographie, il explique que Marius Galante et lui ont rapidement convenu qu'il lui fallait un pseudonyme, « Brick et Wettach » étant un nom de duo jugé mauvais. Pour conserver une proximité avec les sonorités du duo connu « Brick et Brock », il décida alors d'opter pour Grock.
Aux côtés de Marius Galante et de son personnage Brick, Adrien Wettach va trouver un environnement stable et stimulant sur le plan artistique. Sur le plan technique, Grock est reconnu à l'époque pour être un artiste de cirque complet - il maîtrise l'acrobatie, la contorsion, le jonglage, etc. - et un musicien affirmé. Il dispose également d'une expérience antérieure de clown (en Hongrie) au cours de laquelle il a commencé à développer sa technique d'auguste. De son côté, Brick est un clown de type excentrique avec des habiletés musicales. L'association des deux hommes, sous le nom « Brick & Grock, Musicals and Excentriks », reflète ainsi leur orientation musicale et le caractère plus excentrique de leur jeu clownesque.
Les deux clowns vont maintenir leur partenariat durant près de trois ans et réaliser des tournées en France (dont le célèbre cirque Medrano), Espagne, Belgique et même en Amérique du Sud. S'ils jouissent d'une certaine réputation dans le milieu du cirque, Tristan Rémy rapporte que leurs prestations à Medrano laissaient les spectateurs indifférents, ces derniers goûtant peu la dynamique de l'entrée clownesque basée sur le mauvais usage de leurs instruments de musique (violon, guitare, xylophone et tuba).
Les deux clowns finissent par se séparer quelques mois après leur retour d'Amérique du sud. Selon ses dires, Grock se serait disputé avec son acolyte à cause d'une guitare désaccordée. Les tensions entre les deux hommes seraient alors devenues trop vives pour qu'ils poursuivent plus avant leur collaboration. Il convient toutefois de noter que ce moment coïncide également avec la première rencontre entre Grock et Antonet, à une période où ce dernier cherche également un nouveau partenaire.

### Duo et apprentissage auprès d'Antonet

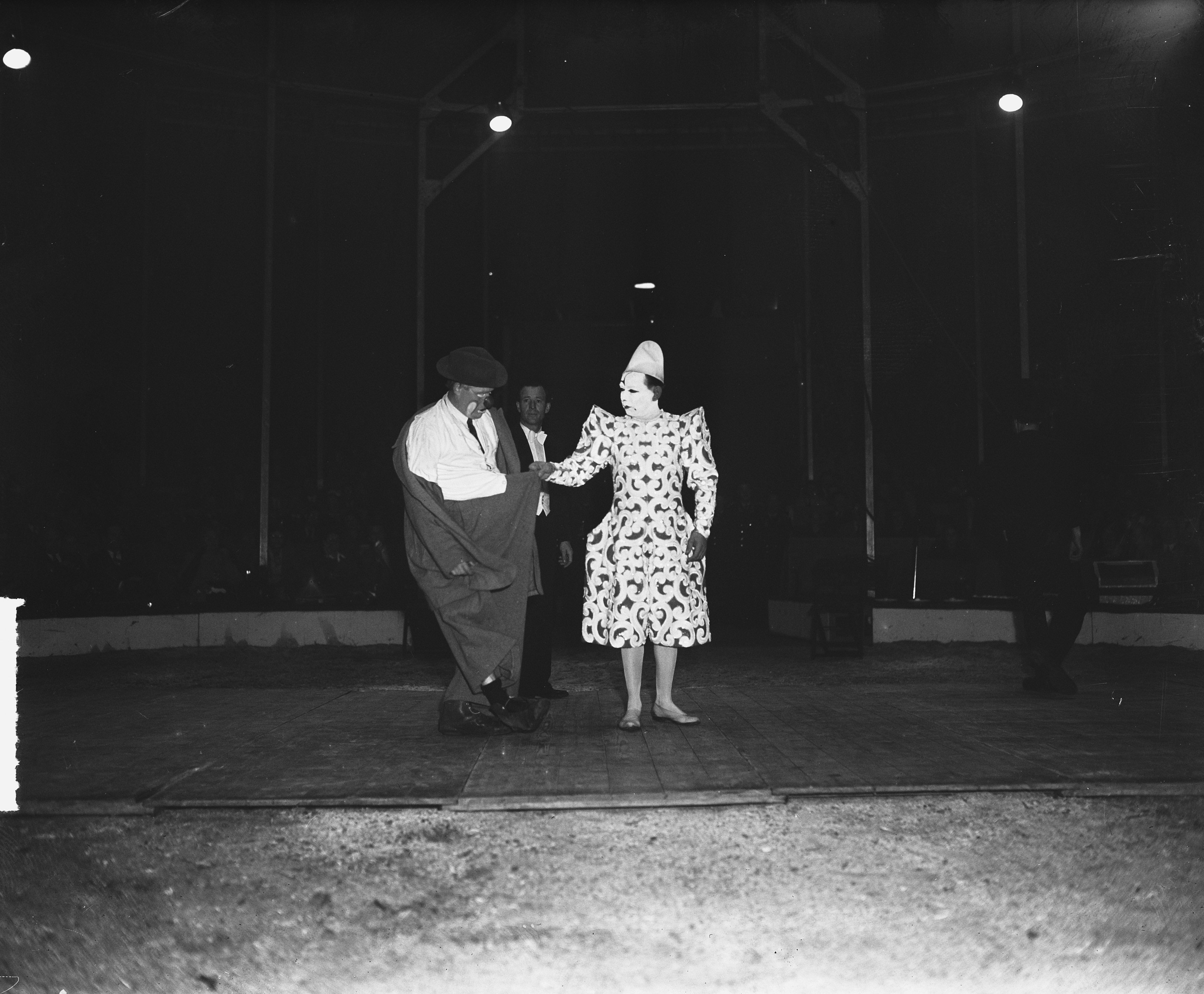
Association classique entre un clown blanc (à droite) - représentant l'autorité et l'intelligence – et un clown auguste (à gauche) – représentant la maladresse et la bêtise comique. Le costume du clown blanc est richement orné et décoré, tandis que celui de l'auguste est dépareillé, mal-apprêté et criard. Le duo de clowns (inconnu) est en représentation pour le cirque Mikkenie en octobre 1948.

En rentrant d'Amérique du sud au cours de l'année 1905, Adrien Wettach rencontre sur le bateau Umberto Guillaume, dit Antonet,. Celui-ci est un clown blanc reconnu qui tourne à cette époque en duo avec l'auguste Little Walter. Les deux hommes réalisent des numéros musicaux dont les célèbres entrées clownesques « Kubelick et Rubenstein », une parodie du violoniste Jan Kubelík et du pianiste Arthur Rubinstein, et « Hamlet », une parodie de la tragédie Hamlet écrite par William Shakespeare. Malgré leur succès, la collaboration artistique entre les deux hommes est de plus en plus compromise à cette époque. Ceux-ci ont en effet une approche radicalement opposée de leur métier. Tandis que Little Walter souhaite laisser une place à l'improvisation dans le duo, ceci afin de favoriser l'expression de son inventivité, Antonet préfère au contraire jouer des entrées parfaitement et minutieusement préparées. Au cours de la traversée, les discussions avec Adrien Wettach convainquent Umberto Guillaume que celui-ci partage davantage ses conceptions quant à la préparation des entrées. Après avoir constaté les bonnes capacités musicales du Suisse, il décide de s'associer avec lui dès que leurs engagements respectifs le permettront.
Le duo « Antonet et Little Walter » continue de se produire jusqu'en 1907, puis la collaboration entre Antonet et Grock débute. Profitant du répertoire rôdé des entrées développées par Antonet, les deux artistes vont s'appuyer sur cet existant. Les premiers temps, Grock se contente donc de reproduire avec succès les attitudes et les grimaces faites auparavant par Little Walter.
Au contact d'Umberto Guillaume, Adrien Wettach va perfectionner son personnage d'auguste, sa technique et son professionnalisme. Dans ses Mémoires, le clown suisse rend hommage à son partenaire et à l'apport de celui-ci.

« Le jour où j'ai fait sa connaissance est, du point de vue de mon métier, le jour le plus important de ma vie. »

— Grock, Grock raconté par Grock
Rapidement, Grock développe un jeu plus personnel et affirme davantage d'autorité et d'autonomie sur le plan artistique. Le comique du duo gagne alors en stabilité et en finesse.
Sur le plan privé, cette période marque un évènement important pour Adrien Wettach puisqu'en 1907 ou 1908 il rencontre Inès Ospiri et en tombe amoureux,. À cette époque, la jeune femme est toutefois mariée et Adrien Wettach voit son amour déçu. Le jeune homme se console rapidement avec l'artiste Louise Bullot avec laquelle il noue une relation forte et intense,.
Le duo est une réussite et les deux artistes bénéficient d'engagements constants dans le milieu circassien pendant plusieurs années,. Ils jouent par exemple au Médrano de 1908 à 1910. Leur succès est suffisamment conséquent pour que le duo soit invité à se produire à Berlin sur une scène de music-hall. Toutefois, cette expérience va sceller la fin de la collaboration entre les deux clowns en 1913. L'accueil qui est fait à leurs numéros, notamment le célèbre « Kubelick et Rubenstein », est mauvais. Obligé d'adapter leurs numéros aux spécificités d'une scène de théâtre et des exigences différentes du public, les deux hommes diffèrent quant à la direction artistique à prendre. De son côté, Grock évolue et transforme son jeu en opposition à Antonet qui préfère une position plus conservatrice. Cette divergence conduit à la séparation du duo.
Selon Maurice Willson Disher, la relation professionnelle entre Adrien Wettach et Umberto Guillaume s'était également transformée durant ces années de collaboration, expliquant un peu plus la séparation. Tandis que le personnage de l'auguste Grock restait un second rôle, le faire-valoir du clown blanc Antonet, Adrien Wettach souhaitait que ses apports et son influence au sein du duo soient davantage mis en avant. Ainsi, Grock avait l'ambition de tenir le premier rôle et de développer son propre numéro. Dans cette optique, son partenariat avec Antonet n'était plus pertinent puisqu’il ne voulait plus d'un clown blanc qui le mette sous tutelle.

### Affirmation et succès de l'auguste Grock

#### Duo avec Lolé

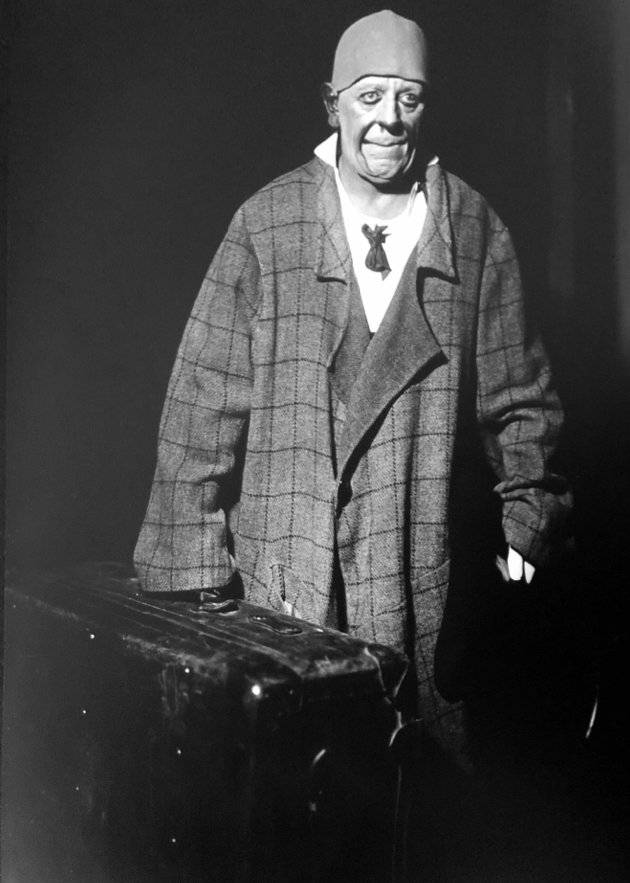
Le clown Grock dans son costume classique, 1931. Il porte sur la tête sa calotte de vacher.

Une fois séparé d'Umberto Guillaume, Adrien Wettach décide de mener lui-même un duo. En faisant cela, il s'émancipe des codes habituels de sa profession où c'est le clown blanc qui dirige les duos, aussi bien durant les représentations que sur le plan professionnel. Pendant plusieurs mois, l'auguste Grock est ainsi associé au clown Lolé, connu à la ville sous le nom de Géo Lolé et qui deviendra par ailleurs son beau-frère quelque temps plus tard ,.
Les deux hommes sillonnent plusieurs pays d'Europe du nord dans lesquels ils rencontrent un succès assuré,. Ils bénéficient ainsi d'engagements solides à Londres et Copenhague en 1913 puis en Russie l'année suivante. Toutefois, le déclenchement du premier conflit mondial oblige les deux hommes à cesser leurs activités. Après avoir épousé Louise Bullot en août, Adrien Wettach retourne à Bienne où il se met à disposition des autorités helvétiques pour servir dans le corps des garde-frontières. Démobilisé après quelques jours, il rejoint Louise Bullot et sa famille à Paris.
Contrairement à ses anciens partenaires avec lesquels il reste brouillé, Adrien Wettach conserve pour un temps des relations cordiales avec Géo Lolé. Outre leur relation familiale, les deux clowns se retrouvent en effet quelques années plus tard, en 1932, au cirque Medrano au sein d'un trio formé à l'occasion de cette saison.

#### Duo avec Max
En 1916, Adrien Wettach quitte la France pour l'Angleterre afin de reprendre ses activités artistiques sur un territoire épargné par les combats. À Londres, il fait la connaissance d'un jeune violoniste d'orchestre, Max van Embden, qui recherche un emploi. Max impressionne Adrien qui l'embauche comme nouveau partenaire. Le clown Grock retrouve ainsi la scène aux côtés de Max qui l'accompagnera pendant plusieurs années,.
Durant le conflit, les deux hommes ont l'occasion de jouer devant des soldats en permission, par exemple aux Folies Bergère à Paris. Une fois la guerre terminée, les deux artistes, libres dans leurs déplacements, réalisent plusieurs tournées en France (L'Olympia en 1919 puis L'Alhambra en 1921 et 1922), en Angleterre (en 1924) ou aux États-Unis.
La fin de la guerre est toutefois marquée par la mort de Louise Bullot en septembre 1918 des suites de la tuberculose. Après les mois difficiles aux côtés de son épouse, ce décès l'afflige profondément et l'artiste tombe dans un état dépressif. Cette période londonienne est délicate pour le jeune homme qui reprend malgré tout son travail et remonte sur scène. Plus enjoué, Adrien Wettach entretient quelques relations superficielles durant l'année 1919 mais retrouve rapidement Inès Ospiri. Bien que celle-ci soit séparée de son époux, le couple n'est pas officiellement divorcé et Adrien Wettach doit dans un premier temps se contenter d'une relation extra-maritale avec la jeune femme. Toutefois, le couple parvient à se marier en 1923, Adrien Wettach étant parvenu à lever les difficultés administratives qui s'opposaient au divorce.
Cette relation permet à Adrien de découvrir la région italienne d'Imperia, lieu de résidence de la famille Ospiri. L'homme est séduit par les paysages et la douceur de vivre de la petite ville balnéraire ligure.

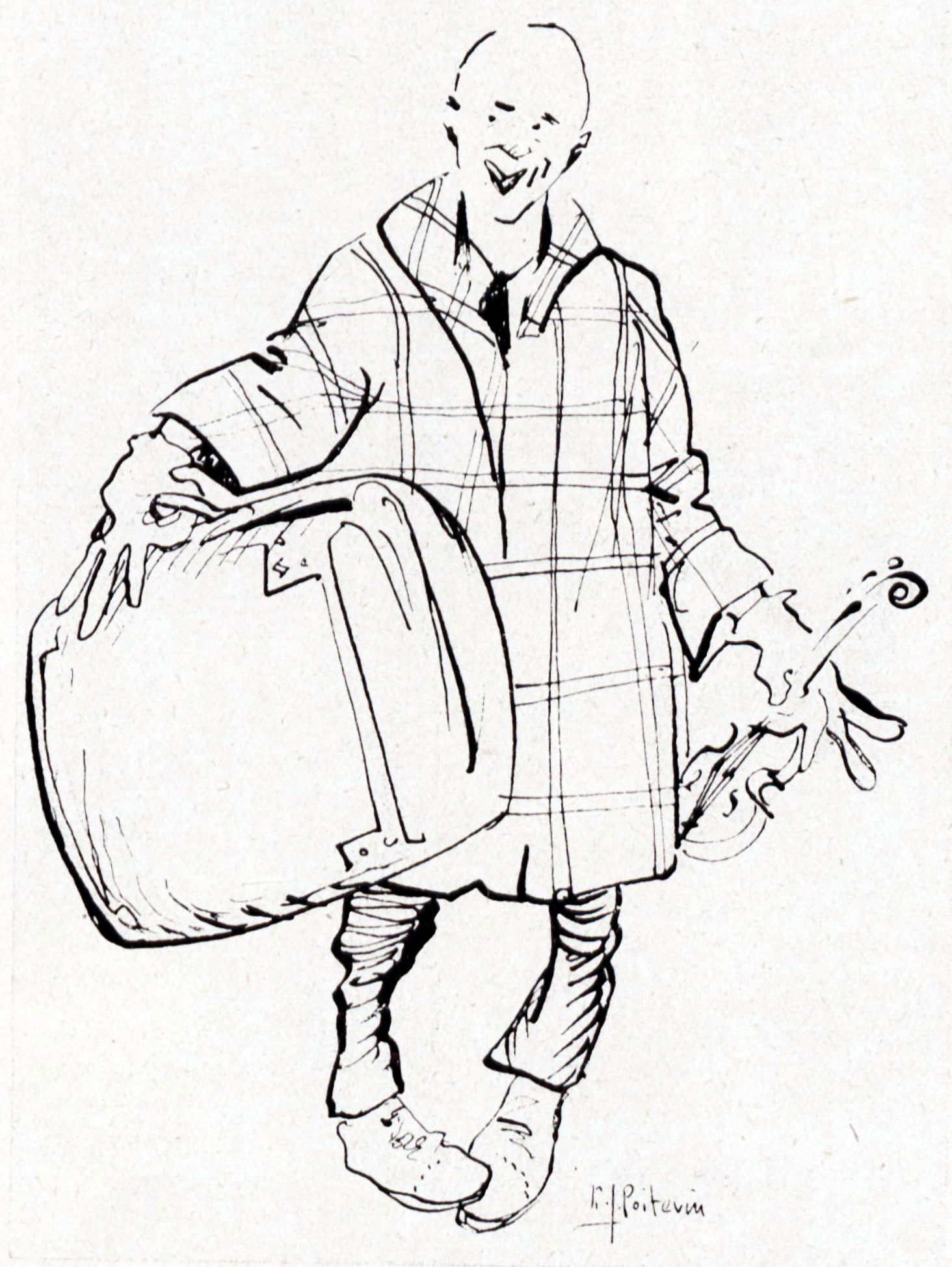
Grock au Palace Music-Hall de Paris en 1925, dessiné par Pierre-Jean Poitevin

En 1924, la carrière de Grock au music-hall atteint son apogée. Toutefois, le public commence à se lasser du numéro du clown suisse, aussi perfectionné et équilibré que celui-ci puisse être. En 1925, le clown suisse se voit ainsi contraint de retourner jouer dans un cirque, au Medrano, succédant pendant un mois à l'affiche du duo « Antonet et Béby ». Si certains critiques et amateurs de cirque s'inquiètent de la capacité de Grock à retrouver le succès dans un cirque, le jeu et le comique attendus y étant différents du music-hall, ce dernier balaie les réserves qui pouvaient être faites.
Amoureux du hameau d'Oneglia sur les hauteurs d'Imperia, Adrien Wettach y acquiert un terrain en 1927 et entreprend la construction d'une villa. Les années suivantes, il suit de près la construction de la « villa Bianca », baptisée en l'honneur de la fille du premier mariage de son épouse.
En août 1928, une rumeur attribue à Adrien Wettach un doctorat honoris causa décerné par l'Université de Budapest. Après une annonce par la presse, la nouvelle est démentie par le doyen de la Faculté quelques jours plus tard.

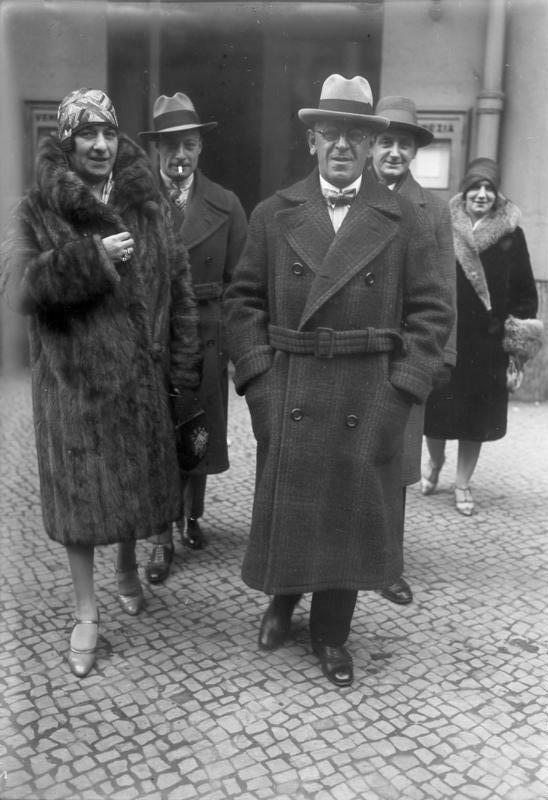
Adrien Wettach (au premier plan à droite) et sa femme Inès à Berlin, 1930.

À partir de 1930, Adrien Wettach passe de plus en plus de temps à Berlin. Il s'intéresse de près au cinéma et s'investit dans un projet filmographique autobiographique. En parallèle, des rumeurs annonçant sa prochaine retraite paraissent dans la presse en octobre. Le clown souhaite en effet terminer ses engagements, réaliser le film et publier ses mémoires avant de se retirer définitivement à Oneglia.
En 1931 sort dans la capitale allemande le film comique Grock qui relate la vie du clown éponyme. Le film, dans lequel apparaissent notamment Grock, Gina Manès, Léon Bary et Max van Embden, est un échec.

### Lassitude populaire, tentatives de renouvellement et succès en Allemagne
Séparé de Max van Embden, Grock se produit de nouveau au Medrano en 1932 avec Géo Lole et un accordéoniste nommé Fiers. En ouvrant son numéro en duo à un troisième partenaire, le clown tente d'introduire de nouvelles situations humoristiques et de nouveaux gags, le tout sans se priver des valeurs sûres du numéro. Toutefois, si Fiers semble avoir rapidement développé quelques aptitudes comiques, cette tentative artistique de se renouveler avec un trio ne permet pas à Grock de connaître à nouveau le succès dans la capitale française.
Au-delà des seuls aspects artistiques, il est à noter que la crise boursière de 1929 affecte durablement le monde du spectacle. Les difficultés économiques et l'appauvrissement d'une grande partie de la population privent en effet les variétés d'une partie de leur public. Durant cette période difficile, Adrien Wettach bénéficie toutefois des faveurs de hauts dignitaires du régime nazi qui se met en place. Outre l'intérêt que Joseph Goebbels voit dans les variétés pour assurer la propagande du régime, Adolf Hitler est réputé pour aimer les artistes populaires, notamment Grock. Adrien Wettach a donc l'occasion de jouer régulièrement en Allemagne ainsi que de rencontrer le chancelier.
Tandis qu'Adrien Wettach montre une certaine sympathie vis-à-vis des réalisations économiques du régime nazi, ce qui lui permet de continuer ses tournées et ses représentations et de s'assurer un train de vie confortable, d'autres membres de la famille critiquent cette attitude. Des dissensions apparaissent notamment avec le français Géo Lolé qui décide de se produire et vivre dans le Reich à partir de 1935, privant Grock de son partenaire habituel. Séparé définitivement de Lolé et ne pouvant faire appel à Max, Adrien Wettach entame une nouvelle collaboration avec Alfred Schatz.
En 1937, Grock se produit pour la dernière fois au Medrano. Si le clown introduit de nouveaux instruments - une scie musicale et un clairon -, l'artiste peine à trouver un second pour l'assister durant le numéro. C'est le directeur du cirque, Jérôme Medrano qui se prêtera à l'exercice, avec une certaine réussite pour la critique. Comme les représentations passées, le numéro fonctionne mais ne remporte pas un grand succès auprès du public. Cette même année, Adrien Wettach accepte de faire la tournée du cirque Medrano dans toute la France.

### Retraite en Italie et attitudes vis-à-vis des régimes fasciste et nazi
À la fin des années 1930, Adrien Wettach poursuit intensivement la réalisation de la villa Bianca, souhaitant s'y installer pour sa retraite qu'il envisage dans les années 1940,. Toutefois, la montée des tensions internationales et des difficultés administratives en Allemagne le contraignent à cesser ses activités professionnelles prématurément au printemps 1939,. Une fois ses engagements remplis, il part le 6 mai pour la villa Bianca d'où il assiste au début de la Seconde Guerre mondiale.
Sur la côte ligure, Adrien Wettach se trouve relativement éloigné des opérations et des difficultés engendrées par le conflit. Après avoir pris quelques semaines de repos, le suisse commence à s'ennuyer de son ancien succès et de sa vie trépidante. Toutefois, contrairement à la Première guerre mondiale, l'extension à toute l'Europe des théâtres militaires et des occupations ainsi que les jeux d'alliances l'empêche de quitter l'Italie pour jouer dans d'autres régions comme le Royaume-Uni. Adrien Wettach doit ainsi rester en Italie et composer avec les pouvoirs fasciste et nazi.
À la demande de Goebbels, il accepte de jouer en 1940 pour des soldats allemands en convalescence en Ligurie. Puis, à l'initiative du couple Ley et de l'organisation « La force par la joie » (« Kraft durch Freude » abrégé en KdF), il part quelques semaines à Berlin à la fin 1942 pour jouer devant des blessés et des ouvriers de l'armement.
Lorsque les combats se rapprochent d'Oneglia à partir de 1944, Adrien Wettach décide de retourner avec sa femme en Suisse, pays épargné des combats du fait de sa neutralité dans le conflit. Toutefois, avec la chute des régimes nazi et fasciste, Adrien Wettach voit une part importante de ses avoirs financiers disparaître et de nombreux biens être saisis ou réquisitionnés (comme la villa Bianca occupée par des partisans italiens puis par l'armée britannique). Sans moyens, le couple se rend d'abord à Zurich puis Lucerne, Lausanne et enfin Le Locle, hébergé par de la famille ou des amis.

### Retour artistique et fin de carrière

#### Reprise des activités de clown et polémiques sur ses activités durant la guerre
Durant les derniers mois du conflit, Adrien Wettach endosse de nouveau son costume de Grock afin de subvenir aux besoins de sa famille. Il se produit principalement en Suisse (notamment Bâle et Lucerne) avant de rejoindre la France pour des galas de charité.
Une fois les hostilités terminées sur le sol européen au printemps 1945, les sociétés européennes sont secouées par le besoin de faire la lumière concernant de nombreux évènements survenus durant le conflit. Les engagements ou les compromissions des personnalités publiques sont scrutées et Adrien Wettach n'échappe pas au regard et à la critique de ses contemporains. Dès le printemps 1945, ses relations avec le Troisième Reich sont dénoncées, notamment par un dessin de presse en une du quotidien satirique bernois Bärenspiegel.
Puis, à l'occasion d'un spectacle de Noël que le clown donne en faveur des déportés résistants le 25 décembre 1945 à Paris, Le Figaro révèle la tournée berlinoise du clown en 1942,. Le scandale dans la capitale française est important et oblige Adrien Wettach à répondre au journal par lettre. Il y indique notamment n'avoir joué en Allemagne qu'à des fins humanitaires (devant des blessés) et justifie cette action par sa neutralité suisse. Toutefois, le mal est plus profond : les fréquentations d'Adrien Wettach à la villa Bianca durant la guerre, son voyage à Berlin ainsi que les histoires affirmant la présence de photographie d'Hitler et de Goebbels dans la villa Bianca sont révélées et choquent. L'artiste suisse répond à ses accusations dans ses Mémoires et se défend de toute collusion intellectuelle avec le nazisme ou le fascisme. Il indique notamment ne s'être jamais intéressé à la politique, que ses représentations étaient uniquement à visées humanitaires et ne s'être jamais montré antisémite durant sa carrière. Il est toutefois contraint de s'éloigner de la scène quelque temps pour calmer les esprits.
En 1947, Adrien Wettach tente à nouveau de faire revivre Grock. Toutefois, les engagements sont rares à cette période, la majorité des infrastructures dédiées aux spectacles étant inutilisables, voire détruites. Il se tourne alors vers le cinéma et se lance dans un nouveau projet de film autobiographique : Au revoir Mr. Grock. Joué notamment avec le clown Maïss dans le rôle du partenaire, le film sort en 1949 mais ne rencontre pas le succès espéré.

#### Cirque en Suisse

Installation du cirque Grock à Milchbuck (Zurich) en 1953. Cette année-là, les autorités zurichoises ont refusé l'installation du cirque sur la place du centre-ville habituellement dévolue aux cirques (Sechseläutenplatz).

En réaction aux difficultés à trouver des engagements dans les théâtres, Adrien Wettach décide de monter un cirque au début des années 1950. Associé à Kurt Collien, il fonde le « cirque Grock » en 1951. Ce retour aux sources, avec le caractère ambulant de la troupe et de la scène, lui permet également de développer des innovations. Il construit ainsi une scène tournante afin que le public puisse admirer certains numéros, dont le sien, sous tous les angles possibles .
La troupe commence sa tournée le 24 mars 1951 à Hambourg et Adrien Wettach joue son numéro avec Alfred Schatz. Durant les mois suivants, Adrien Wettach se consacre à son rôle de clown ainsi qu'à la direction du cirque. Il a ainsi l'occasion de découvrir la chanteuse Caterina Valente qui commence sa carrière sur sa scène. Il dirige l'institution jusqu'à sa fermeture après une dernière tournée en France et en Allemagne durant l'année 1954.

#### Fin de carrière et mort
Le 31 octobre 1954, Grock quitte définitivement la scène après une dernière représentation à Hambourg aux côtés d'Alfred Schatz,. Définitivement retiré à Oneglia, Adrien Wettach y meurt le 14 juillet 1959. Il est incinéré les jours suivants, la localisation de ses cendres étant aujourd'hui inconnue,.

## Art clownesque

### Style
Sur le plan technique, Grock est un clown auguste. Toutefois, de par son caractère et sa carrière d'excentrique au côté de Brick, le personnage n'intègre pas de dimension liée à la bêtise ou l'imbécilité comme les augustes plus traditionnels. S'il ne peut être considéré comme intelligent au même titre que les excentriques, l'auguste Grock s'en rapproche au maximum.
Capable de jouer de plusieurs instruments de musique, Grock évolue dans un univers musical. Pour cette raison, il est considéré comme un clown musical. Si la majorité des clowns, notamment à cette époque, ont recours à des instruments de musique dans leurs entrées et numéros, la musique est pour certains une simple facette de leur comique. À l'opposé, pour Grock, la musique constitue le coeur de son univers comique.
Bien que Grock soit défini comme un clown musical, il serait faux de restreindre son univers à la seule musique. De manière plus globale, le clown suisse construit en réalité un univers sonore complet : en plus de la musique, il recourt à des paroles et des sons pour créer différents effets comiques. En plus des textes courts qui permettent une dynamique entre le clown et son acolyte, Grock emploie des expressions, qui ont été travaillées avec le temps et l'expérience pour maximiser leur effet comique. Celles-ci vont ainsi devenir des références pour les spectateurs, tel que les fameux « Sans blâââgue » et son équivalent suisse-allemand « Nit möööglich » ou bien « Pourquoooîîî ? » et son équivalent suisse-allemand « Warrruuummm ? ».
Sur le plan du jeu, Adrien Wettach a le souci des détails et se montre d'une précision extrême.
Bien qu'Adrien Wettach accorde une grande importance à la précision et à la préparation du numéro pour assurer les effets comiques, il n'exclut pas pour autant l'importance de l'improvisation. À cet égard, Max van Embden explique lors d'une interview qu'Adrien Wettach laissait à son partenaire une certaine marge d'appréciation dans son jeu. Il indique ainsi que certains gags du numéro sont nés à la suite d'évènements imprévus, comme lorsque le musicien frappe la tête du clown de son archet avant de se faire poursuivre autour du piano. Par ailleurs, le musicien loue les qualités bien réelles d'improvisation du clown Grock, capables d'entamer un accompagnement musical qui n'avait pas été répété si Max prenait l'initiative de jouer un air en hommage à une personnalité importante présente dans le public (exemple de l'air pour la cantatrice Ewelyn Lee).

### Formation
Comme de nombreux clowns, Adrien Wettach acquiert dans sa jeunesse un large panel de compétences artistiques musicales et circassiennes. Dès 1903 et après avoir tourné dans plusieurs troupes relativement anonymes, Adrien Wettach est reconnu pour ses capacités à jouer de plusieurs instruments de musique et maîtrise les acrobaties, la contorsion ou le jonglage.
Concernant sa technique clownesque, il commence à véritablement construire son jeu clownesque au contact du clown excentrique Brick. Avec leurs différents numéros musicaux, Grock a l'occasion d'améliorer . Il est important de noter qu'à cette époque Grock n'est pas encore un auguste. Placé sous l'autorité artistique de Brick, le jeune clown puise ses caractéristiques dans l'univers excentrique de son partenaire.
C'est toutefois durant les années qu'il passe en duo au côté d'Antonet qu'il développe ses talents comiques. De son propre aveu, l'influence du clown blanc franco-italien est décisive sur la suite de son parcours. Les deux hommes partagent en effet une même vision du professionnalisme comique, préférant s'appuyer sur des entrées clownesques et des gags minutieusement préparés et répétés plutôt que sur l'improvisation.

### Costume et maquillage

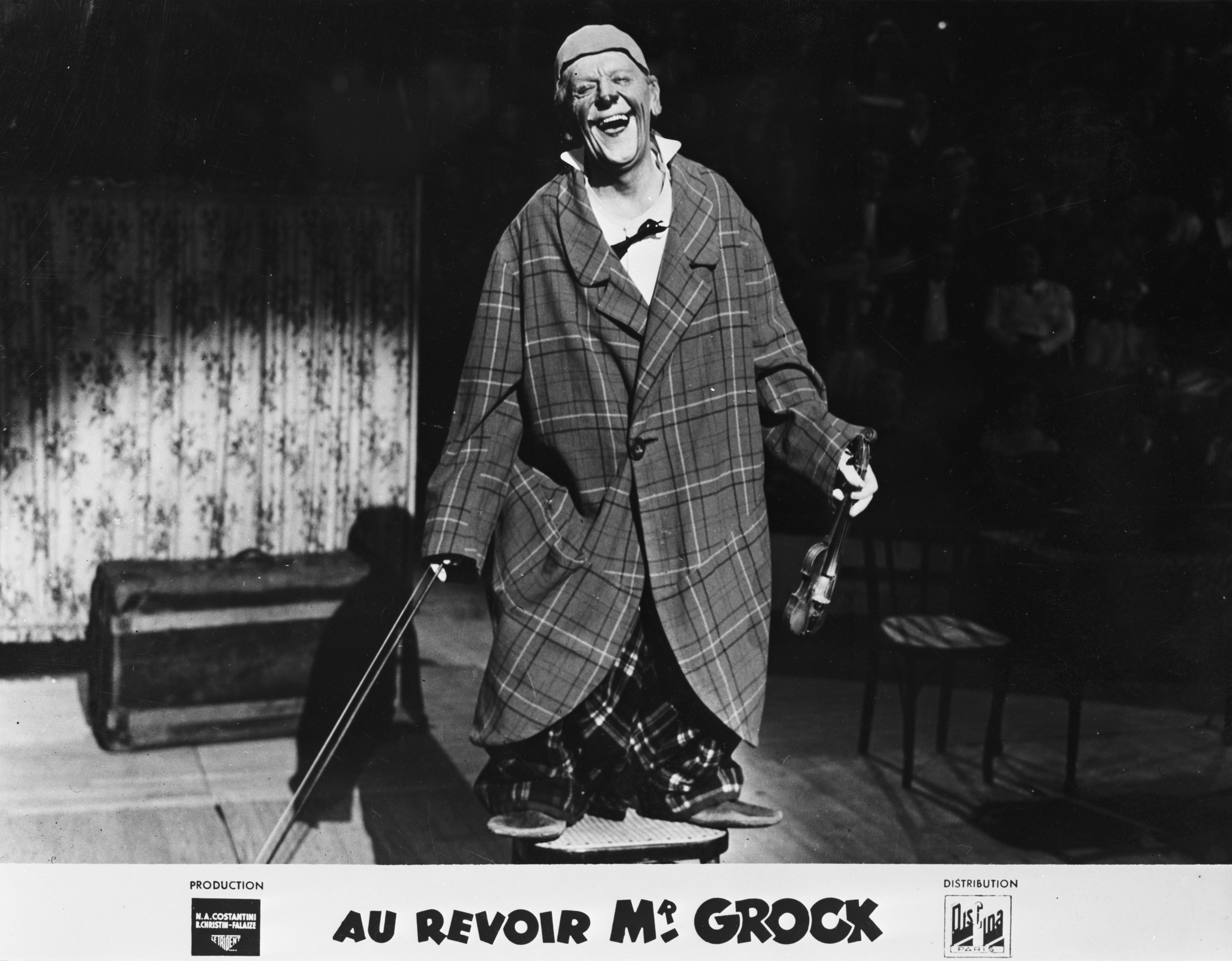
Le clown Grock dans son costume classique. La photographie illustre un support média édité pour le film Au revoir Mr Grock (1949). Date inconnue.

Sur le plan du maquillage, Grock adopte un maquillage typique des clowns augustes et excentriques. À partir d'un dessin du duo « Brick et Grock » réalisé au cirque Médrano en 1904, Tristan Rémy remarque d'ailleurs que le maquillage de Brick correspond à celui qui sera adopté ultérieurement par Grock.
Durant ses années en duo avec Brick, Grock semble adopter un costume très proche de celui de son acolyte. Ainsi, la description de leurs vêtements vus au Médrano en 1904 indique que les deux clowns se distinguent uniquement par les couleurs de leurs effets vestimentaires.
Par la suite, Grock adopte un costume classique d'auguste fait d'un long manteau et d'un pantalon, tous les deux trop grands et à carreaux (dans le style écossais) ainsi que d'une paire de chaussures démesurément rallongées comme le clown excentrique Bagessen. Le clown suisse porte également sur sa tête une calotte de vacher.

### Numéro musical, entrées et gags
La célébrité de Grock est assise sur la réalisation d'un unique numéro, répété inlassablement,. Toutefois, la forme de ce sketch a fortement évolué durant les 50 années de carrière de l'artiste.

Le numéro musical de Grock
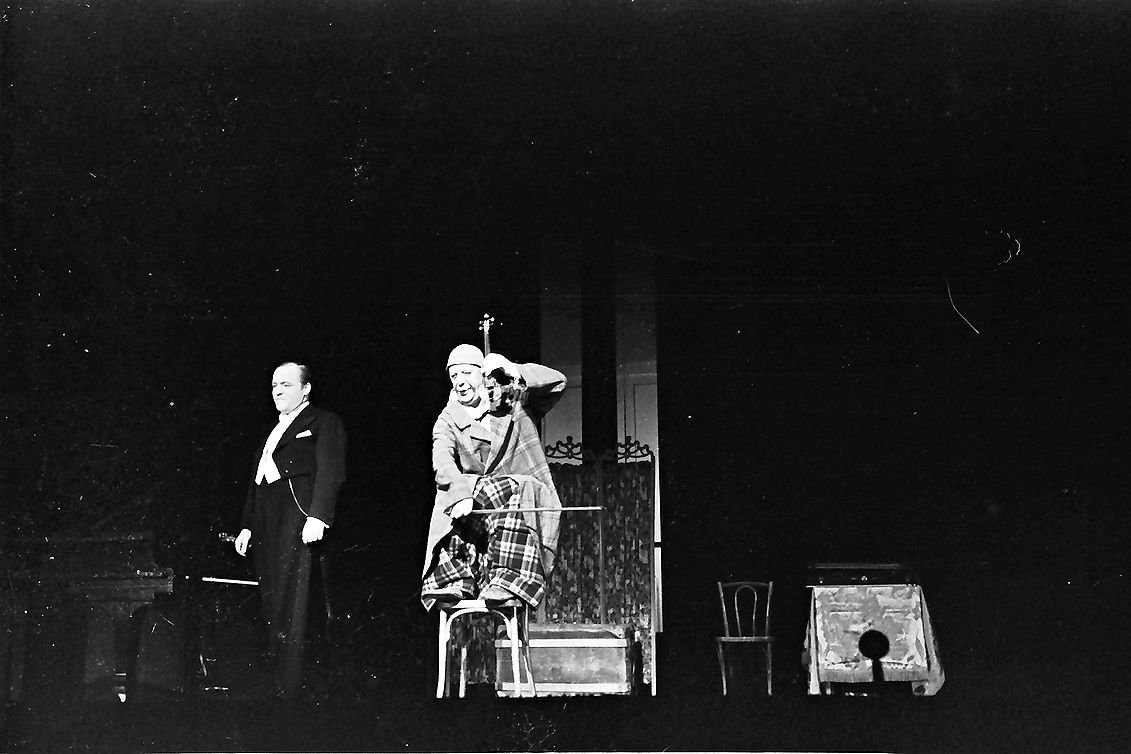
Grock et son partenaire Alfred Schatz à la Scala de Berlin en 1939. La photographie présente un passage classique du numéro où Grock monte sur une chaise avec un petit violon. En arrière plan, il est possible de distinguer le piano (sur la gauche) ainsi que d'autres accessoires : un paravent, un coffre, une autre chaise et une table.
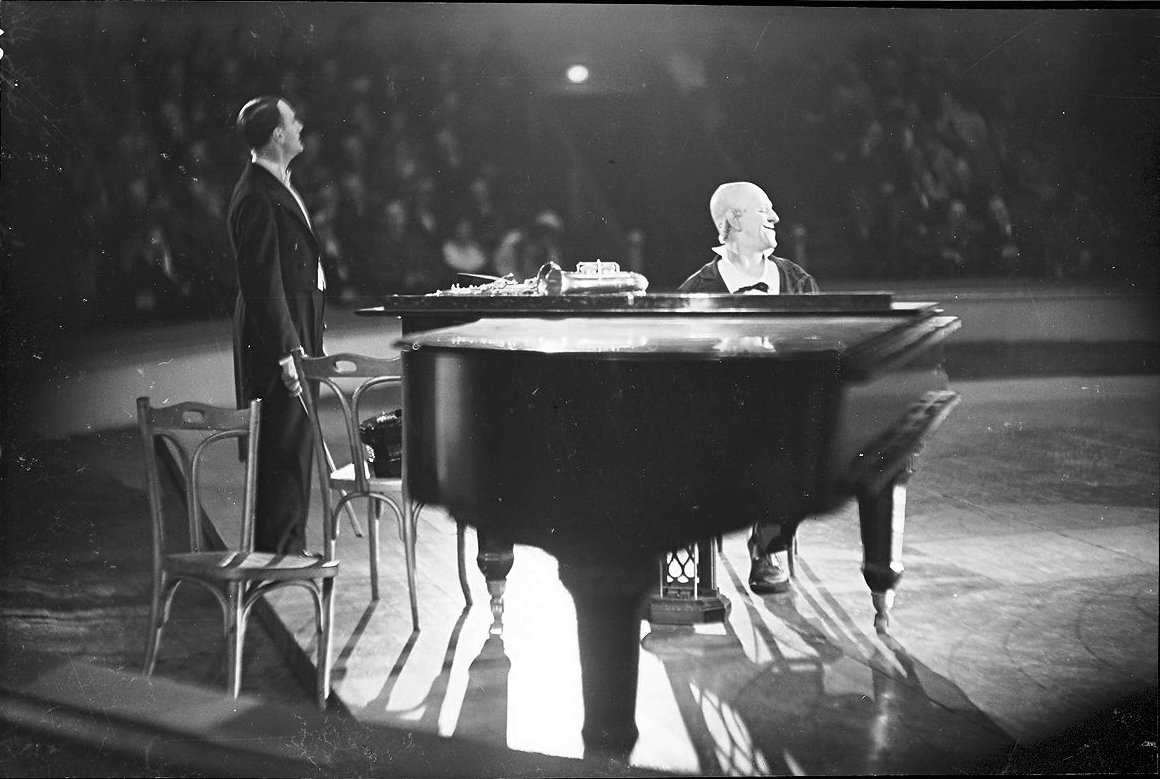
Grock et son partenaire, probablement Géo Lolé, en 1935 au cirque Busch (Berlin). Dans son numéro, Grock joue également un long moment au piano. Sur le piano est déposé un instrument à vent de la famille des cuivres, possiblement un cor ou un bugle, dont on distingue la bouche.

Les principales entrées clownesques développées ou enrichies par Grock sont les suivantes :
- Le violon : entrée du numéro musical
- Le piano : entrée du numéro musical
- Le concertina
- Kubelik et Rubenstein : entrée développée par Antonet (en duo avec Little Walter) puis jouée et enrichie en duo avec Grock
- Hamlet
- La danseuse
- Le soldat
- La matchicha
- Sérénade à Marietta
- M. et Mme Rossignol : entrée développée par Antonet (en duo avec Little Walter) puis jouée et enrichie en duo avec Grock. Les deux clowns, grimés en tyrolien et tyrolienne chante du yodel.

### Réception critique

#### Généralités
« Je suis le meilleur au cinéma, vous l'êtes au music-hall. »

— Charlie Chaplin

#### En Suisse
À l'occasion de sa tournée romande au printemps 1927, Adrien Wettach reçoit des critiques élogieuses de Gaston Bridel pour la Gazette de Lausanne. Le journaliste insiste sur la nuance du comique de Grock, dépourvue de vulgarité ou de lourdeur, ainsi que sa virtuosité musicale. Le clown est présenté comme une fierté pour les suisses.
L'année suivante, le même Gaston Bridel rapporte une nouvelle fois le succès et l'aboutissement technique du numéro musical de Grock. L'auteur, qui estime que le spectacle a gagné en équilibre depuis le précédent, loue les talents multiples d'Adrien Wettach, celui-ci conjuguant dans son numéro aussi bien des performances acrobatiques que musicales.
Du côté du Journal de Genève, la réception est également enthousiaste. Si le journaliste mentionne le caractère quasiment inchangé du numéro, il y voit l'expression d'une recherche de la perfection. Pour appuyer sa critique, il se focalise sur la profonde humanité qui se dégage du personnage de Grock, un naïf qui subit avec bienveillance les ratés du quotidien. L'ensemble devient ainsi plus touchant et propice aux rires que els spectacles de music-hall habituels, justifiant le succès populaire rencontré par Adrien Wettach.

#### En France
Alors que Grock arrive d'Angleterre pour jouer aux Folies Bergère en 1918, Gaston de Pawlowski présente le clown en référence aux clowns excentriques de tradition britannique, appréciés pour la finesse de leur humour et leur timidité maladroite. Il insiste également sur la virtuosité technique et musicale déployée par Adrien Wettach lors du numéro.
Au début des années 1920, Adrien Wettach devient exclusivement un artiste de music-hall. L'univers du cirque qu'il apporte dans ce milieu lui attire de grandes sympathies. Ainsi, Francis de Miomandre dresse une critique élogieuse de Grock lors de son passage à l'Alhambra en 1923. L'auteur commence par insister sur l'importance des interprètes et de la forme dans l'art comique. Ainsi, de son point de vue, la répétition du numéro n'est pas un problème et s'inscrit dans la tradition de répétition et de plagiat propre aux arts du cirque. Puis, il développe le cœur de sa critique sur le clown Grock : l'universalité et la poésie de ce dernier. Or, c'est précisément la maîtrise de ces deux éléments par le clown suisse qui lui permet d'affirmer que Grock est le plus grand comique clownesque depuis la mort de George Foottit, peut être même plus grand encore.

« Baudelaire à côté d'Hugo. [...] Les clowns sont des poètes, eux aussi. »

— Francis de Miomandre
Commentant la technique et l'univers de Grock, de Miomandre l'isole pour mieux valoriser son brio : le partenaire musicien n'est plus qu'un observateur, seuls les instruments de musique (violon et piano à l'époque) sont les rares interlocuteurs du clown engagé dans une forme de monologue.
En 1931, Raymond Escholier écrit pour la Revue des Deux Mondes que le succès de Grock tient à la finesse et à la subtilité de son humour. L'auteur insiste sur la simplicité du jeu du clown suisse qui permet à la dynamique du numéro de se développer avec nuances. L'univers du clown, aussi spirituel et rêveur qu'il puisse être, n'en est pour le moins pas doux. Escholier note ainsi le caractère fréquemment caustique des répliques entre le clown et son partenaire musicien, répliques qui sont parfois directement inspirées de l'actualité politique ou culturelle.
En 1932, Grock présente au public son nouveau numéro en trio (avec Lolé et Fiers). Pour Le Journal, Georges le Cardonnel note que le spectacle reste une réussite populaire malgré son côté répétitif et connu. S'il estime que les nouveautés permettent de redynamiser le numéro, il juge tout de même la performance artistique à l'aune de l'automatisme et de la précision. Ainsi, bien qu'il loue la technicité et le professionnalisme du jeu de Grock, il pointe le manque de légèreté que cela peut produire et en vient à évoquer l'avènement d'autres clowns plus latins en réaction à cette impression de rigueur extrême.
Ainsi, même si la répétition inlassable du même numéro lasse les critiques, ceux-ci reconnaissent toutefois que le numéro continue de fonctionner. C'est en substance la position de René Kerdyk pour Le Journal en 1938. L'auteur y évoque le caractère académique du numéro, la répétition de gags connus et la maîtrise presque hautaine et mécanique de Grock sur scène. Mais, il souligne également que le public rit toujours, qu'il existe encore une part d'illusion savamment entretenue par le clown suisse, même si à ses yeux le cirque a changé mais pas Grock.
Dans certains cas, la répétition du numéro musical n'est d'ailleurs pas perçu négativement par les critiques, à l'image de Marc Blanquet en 1937. En effet, pour le critique, la perfection est un idéal qui nécessite la répétition inlassable d'un travail, l'attention portée à des détails de plus en plus subtils et délicats. Traçant un parallèle avec la minutie et le goût de la perfection présupposés des horlogers suisses, il reconnaît ainsi au clown son respect de cette attitude et son professionnalisme infatigable. Par ailleurs, Marc Blanquet rappelle qu'il existe des nouveautés dans le numéro. Ainsi, cette année voit le rôle du partenaire musical repris directement par Jérôme Médrano. Ce changement s'avère profond aux yeux du critique : Jérôme Médrano n'étant pas clown de profession, il introduit une composante plus filiale entre le clown et son partenaire.
Outre le style clownesque de Grock, les critiques relèvent également la difficulté technique des performances du clown qui alterne entre salle de music-hall et cirque. Ainsi, Escholier estime que le Suisse s'adapte parfaitement à son environnement, comme s'il ne l'avait pas quitté.

### Influence

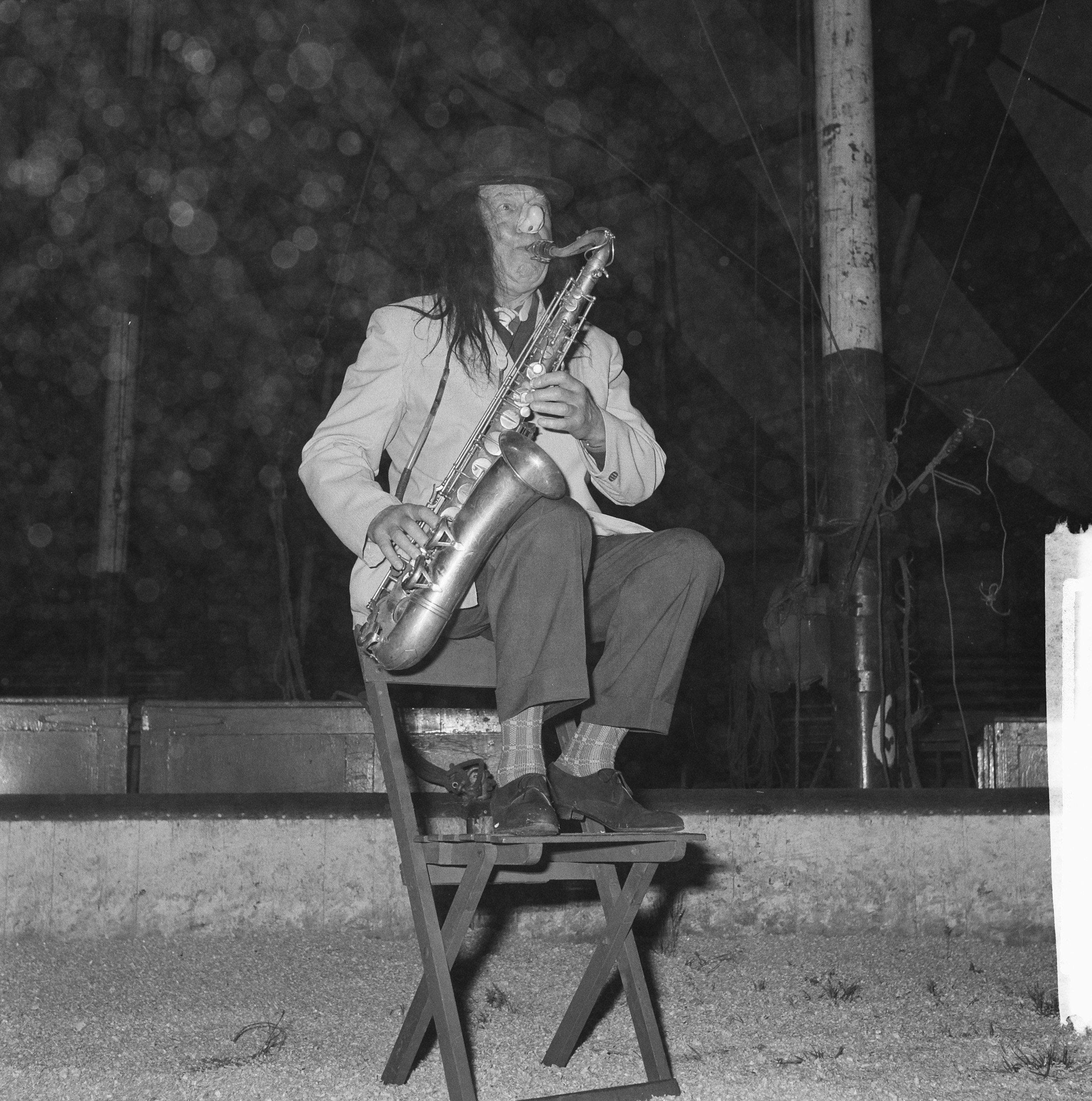
Clown musical (inconnu) en représentation pour le Cirque Boltini en 1962. Pour sa prestation, il a recours à un instrument de musique aisément portable ainsi qu'à une chaise, à la manière de Grock dans son célèbre numéro.

Grock, son univers, sa technique ainsi que son numéro vont profondément influencer les clowns de sa génération et des suivantes. Il est ainsi régulièrement cité par d'autres clowns majeurs, tels qu'Achille Zavatta ou Dimitri comme une référence ou un modèle.
Le premier niveau d'influence de Grock quant à l'évolution de l'art clownesque se situe en effet sur sa position de modèle et sa capacité à créer des vocations. Suisse comme lui, le clown Dimitri explique ainsi avoir perçu dans l'auguste Grock un modèle et une source d'inspiration quand il le vit adolescent en tournée avec le cirque Grock.
Le second niveau d'influence du clown Grock concerne l'évolution même du personnage de l'auguste et du clown. Comme Jon Davison le note, avant Grock, il est impossible d'envisager un numéro de clowns dans lequel un auguste tienne le premier rôle ou, encore plus extrême, joue quasiment en solo. Les ressorts du personnage sont en effet trop liés à la bêtise et à une réaction motivée par les actions et les paroles d'un autre personnage plus dominant, le clown blanc. Toutefois, en remplaçant cette dimension de faiblesse par une forme de naïveté, Grock rehausse l'intelligence de l'auguste et sa position théâtrale également. S'il n'est plus l'idiot maladroit mais le pauvre naïf, l'auguste devient alors plus autonome lors des entrées.
Poursuivant plus avant son raisonnement, Jon Davison lie de cette évolution de l'auguste à sa capacité à quitter le manège des cirques pour se présenter sur les scènes des music-hall.
Le troisième niveau d'influence concerne la technique clownesque. Si la musique était un élément présent dans le répertoire des clowns avant Grock, les acrobaties restaient les éléments centraux des techniques clownesques, en lien avec l'histoire de cet art. Tristan Rémy indique ainsi que les capacités musicales d'un clown lui permettaient de se sortir d'un mauvais pas mais qu'elles n'étaient pas pour autant perçues comme pouvant à elles seules justifier le comique d'un artiste et constituer l'intégralité de son répertoire d'entrées. Ainsi, les clowns musicaux qui précèdent Grock jouent des entrées dont le comique repose sur la musique et les techniques instrumentales en parallèle à d'autres entrées clownesques reposant davantage sur les acrobaties. Le tour de force d'Adrien Wettach a été de démontrer que la maîtrise musicale pouvait primer sur les acrobaties (le numéro de Grock continue intègrera toujours des acrobaties comiques). Comme le clown David Larible le fait remarquer, Grock va faire de la maîtrise musicale une nécessité pour les clowns.

« À partir de Grock, tous les clowns sont de grands musiciens »

— David Larible

## Cinéma

### Acteur
- 1926 : Son premier film  ou Le Gardien du sérail de Jean Kemm
- 1927 : Pourquoi ? (What for ?)
- 1931 : Grock de Carl Boese (version allemande) : Grock
- 1931 : Grock de Carl Boese et Joë Hamman (version française) : Grock
- 1939 : Revue-Film der Akkordeon-Fabrik Hohner film en couleur* 1954 : Le Dernier Spectacle de Grock
- 1950 : Au revoir monsieur Grock de Pierre Billon : lui-même
- 1957 : 5 séquences du programme de Grock (télévision italienne RAI)

À Genève, l'accueil critique fait à Son premier film est mauvais. Si le journaliste du Journal de Genève reconnaît les talents scéniques de Grock pour le music-hall, il estime que l'ensemble est trop pauvre pour être transposé au cinéma.

## Musique
Grock a composé plus de 2 500 mélodies, et de nombreuses chansons ont été publiées par sa maison d'édition « L. Silbermann und A. Grock », par Hohner. Ces chansons ont été chantées par de grandes vedettes : Fred Barnes (performer) (en), Émilie Hayes, Florrie Forde, George d'Albert, etc.

## Adrien Wettach, homme d'affaires et de médias

### Relation à l'argent et à l'aisance financière
À de nombreuses occasions, il est possible de mesurer que le succès artistique est souvent vu par Adrien Wettach par le prisme de la réussite financière. Les déclarations de Max van Emden sont à cet égard instructive.

« [...] je déclarai à Grock qu'un musicien de ma valeur n'appréciait pas qu'on le tournât en ridicule. Il me répondit : « Chaque éclat de rire vaut une livre. 50 éclats de rire font 50 livres, et ainsi de suite. ». »

— Max van Embden

### Succès populaire et financier
Au cours d'une interview, Max Embden précise que lors de leur rencontre en 1916, Grock était un clown connu en Angleterre mais qui ne bénéficiait pas pour autant d'une véritable célébrité dès cette époque. Plusieurs années seront encore nécessaires pour accéder au véritable succès populaire et à la notoriété.
En 1927, la Gazette de Lausanne se fait l'écho des cachets touchés par l'artiste pour sa tournée. Ceux-ci s'élèveraient ainsi 1 700 000 francs suisse pour dix semaines de représentations.
Au début des années 1930, Adrien Wettach est au sommet de sa notoriété. Outre les critiques élogieuses sur son travail, son succès populaire est certain et affirmé. Comme il se plaît à le rappeler en interview, il est capable à cette époque de remplir les salles à Berlin durant 31 jours consécutifs (avec deux représentations par jour) ou pendant 49 jours à Paris (une représentation par jour), générant des recettes élevées pour les théâtres dans lesquels il se produit.
Artiste reconnu par ses pairs et recherché par le public, Grock bénéficie de cachets importants pour l'époque. Pour cette raison, le cirque Knie - la référence helvétique en la matière - ne parviendra jamais à intégrer un numéro du clown dans l'une de ses tournées.

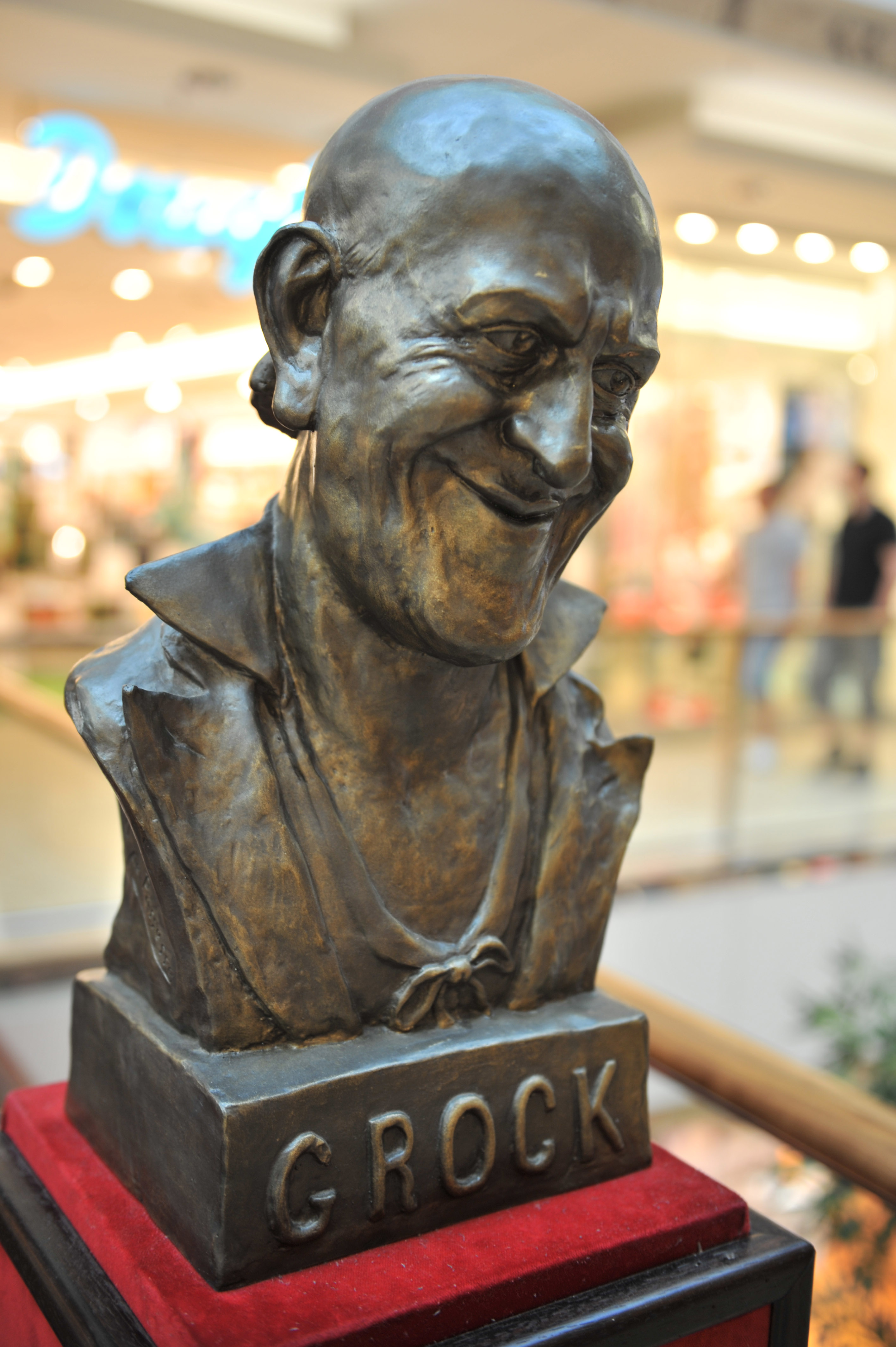
Buste en bronze représentant le clown Grock.

Afin de compléter ses revenus, Adrien Wettach multiplie également les projets marketing. Il participe ainsi à créer toute une économie de produits dérivés. Les objets à l'effigie du célèbre clown, aussi bien à destination des enfants que des adultes, vont des poupées aux bustes décoratifs en bronze en passant par des bibelots en porcelaine.
Par ailleurs, Adrien Wettach associe le nom et l'image de Grock à plusieurs marques de l'époque. Outre ses collaborations avec des cigarettiers ou d'autres entreprises de petits appareils électriques, il développe son association  avec la marque d'accordéon Hohner à partir de 1927. Ce partenariat lui permet également de bénéficier d'instruments conçus spécialement pour répondre à ses besoins artistiques. De plus, il s'engage également dans une collaboration étroite avec le constructeur automobile Daimler-Benz. En échange de publicités, la marque lui offre ainsi un nouveau modèle de ses collections chaque année.

### Cinéma
Inspiré par la réussite de Charlie Chaplin, Grock essaie de transférer son univers comique au cinéma. En 1930, il se lance ainsi dans la création d'un film autobiographique qu'il présente comme son testament artistique. Le film est monté conjointement avec la célèbre maison de production allemande UFA et Adrien Wettach y investit personnellement près d'un million de francs suisse. Le film est produit dans cinq langues : le français, l'allemand, l'italien, l'anglais et le hongrois.

## Position et comportement par rapport au fascisme et au nazisme

### Critiques concernant les relations entre Adrien Wettach et le nazisme
Au sortir de la Seconde guerre mondiale, les sociétés européennes se trouvent profondément traumatisées à la suite de la découverte des crimes commis par les régimes nazi et fasciste. De concert avec le besoin de dénazification, les populations questionnent alors leurs élites politiques, intellectuelles et artistiques quant au rôle tenu par chacun dans la montée du fascime et du nazisme, l'installation des régimes autoritaires et la collaboration avec le Troisième Reich durant le conflit,,,. Artiste célèbre mais également connu pour ses relations avec des dignitaires nazis et sa fréquentation des scènes berlinoises avant-guerre, Adrien Wettach n'échappe ainsi pas à l'exploration de son passé au cours de l'entre-deux guerres et de la Seconde guerre mondiale.
Pour Adrien Wettach, ce temps de la critique débute dès le mois de février 1945. Un journal satirique bernois, le Bärenspiegel, publie une caricature montrant le clown Grock avec en arrière plan une image d'Hitler. Ce dessin s'appuie sur une histoire circulant à l'époque et évoquant la présence de portraits d'Hitler et Goebbels dans la villa Bianca.
Mais c'est surtout à la fin de l'année 1945 que les relations entre Adrien Wettach et le nazisme sont évoquées dans la presse. En marge d'une représentation qu'il donne pour la Nuit du déporté à la Noël 1945, le journaliste du Figaro Georges Ravon révèle au public parisien la tournée de Grock en Allemagne en 1942. Le scandale dans la capitale parisienne est important et les réponses de l'artiste suisse ne parviennent pas à apaiser la situation. Il est alors contraint de s'éloigner pendant près de deux ans des scènes.
Avec du recul, il est possible de dégager trois éléments tendant à accréditer la thèse d'un soutien intellectuel d'Adrien Wettach envers le nazisme. Premièrement, il existe ces rumeurs faisant état de la présence de portraits des dignitaires nazis à la villa Bianca, celles ayant entraîné la caricature parue dans le Bärenspiegel. Deuxièmement, il est rapidement avéré que le Suisse a reçu à la villa Bianca de nombreux officiers allemands ou nazis. Enfin, troisièmement, le voyage de Grock en 1942 sous l'égide de la KdF est également un fait incontesté.

### Réponses d'Adrien Wettach
Immédiatement après les premières révélations du Figaro, Adrien Wettach envoie une lettre dans laquelle il défend son action de 1942. Il y développe une explication humanitaire, basée sur sa neutralité suisse et le fait de n'avoir joué que devant des blessés. Adrien Wettach explique également avoir fréquenté de nombreuses personnes de confession juive durant sa carrière comme son partenaire Max van Embden ou Leon Silberman avec qui il collaborait au sein des éditions musicales « Silberman & Grock ».
Une fois retiré à Oneglia dès le début 1946, le clown suisse s'attelle à une nouvelle publication de ses Mémoires et construit ses réponses aux différentes accusations de collusion avec le nazisme. S'il maintient sa défense concernant la tournée de 1942, Adrien Wettach élabore plus avant cette notion de neutralité. Ainsi, en plus de sa nationalité, l'artiste suisse indique ne s'être jamais intéressé à la politique. Il se rattache donc à la tradition des bouffons médiévaux : son rôle était de divertir, sans que ses textes et actions n'aient de sens politique.
Toujours dans ses Mémoires, Adrien Wettach indique s'être progressivement éloigné du régime nazi à la fin des années 1930. Il écrit notamment qu'Adolf Hitler était devenu un politicien qui lui inspirait de la peur.

### Précisions et critiques de Raymond Naef
Dans son travail biographique, Raymond Naef pose un regard plus critique sur la position de son aïeul vis-à-vis du régime nazi. Tout d'abord, l'auteur affirme ainsi qu'en privé Adrien Wettach louait les réalisations économiques du Troisième Reich durant les années 1930. Replacé dans son contexte, ce soutien sur le versant économique de la politique nazie s'explique. Pour un artiste en zone germanophone et dont le succès repose avant tout sur la fréquentation des théâtres, l'appauvrissement issu de la crise économique de 1929 avait fortement remis en cause la vie culturelle allemande et donc ses engagements et revenus. Quant à la question d'un adhésion plus profonde aux thèses nazies, un soutien qui dépasse le cadre des réalisations économiques, Raymond Naef affirme que rien ne permet d'étayer cela.
Au sujet de la perception de la montée du totalitarisme nazi durant les années 1930, Raymond Naef livre une histoire de famille plus riche et qui remet en cause certains points de celle développée par Adrien Wettach. Ainsi, Raymond Naef confirme les divergences d'opinions puis la brouille entre Adrien Wettach et Géo Lolé dès 1935 sur ces questions relatives à la nature du régime nazi. De plus, il révèle l'existence de dissensions importantes au sein de l'ensemble de la famille à partir de 1936. Ainsi, Georges Bessire, le mari de Cécile Wettach et qui est engagé en politique à Bienne sous l'étiquette social-démocrate, critique le régime nazi et la position d'Adrien Wettach. Il met en garde son beau-frère, dénonçant le racisme et l'autoritarisme hitlérien. De son côté, l'artiste maintient ses opinions et invite le Biennois en Allemagne afin qu'il puisse observer par lui-même les réalisations du Troisième Reich. Ce voyage se déroulera en 1938 et se terminera prématurément, Georges Bessire étant renvoyé en Suisse de manière abrupte par les autorités après qu'il a évoqué la question des camps de concentration.
Les éléments amenés par Raymond Naef remettent ainsi clairement en question la vision d'un Adrien Wettach prenant conscience de l'extrémisme hitlérien à la fin des années 1930. En effet, son attitude vis-à-vis de Géo Lolé, son opposition aux arguments de Georges Bessire ainsi que l'organisation d'un voyage d'observation pour son beau-frère sont autant d'indices quant à l'aveuglement de l'artiste au sujet du nazisme. Comme Alix Maurin et Fabiano D'Amato le défendent dans leur documentaire, ce n'est qu'à partir du moment où il se voit directement gêné par l'administration du Troisième Reich qu'Adrien Wettach réagit et s'éloigne de l'Allemagne.
Enfin, Raymond Naef confirme l'existence des portraits d'Hitler et Goebbels à la villa Bianca, mais seulement entre 1936 et 1939. L'auteur indique en effet que sa mère n'avait pas vu les portraits lors de son séjour en Italie à l'été 1939, les photographies ayant été retirées.

## Postérité

### Hommages
Le clown est reconnu par les générations suivantes de clowns et d'artistes circassiens comme une référence. Différents festivals de cirque, y compris à l'international, organisent ainsi des éditions dédiées au clown suisse. Les institutions culturelles lui consacrent également des expositions.

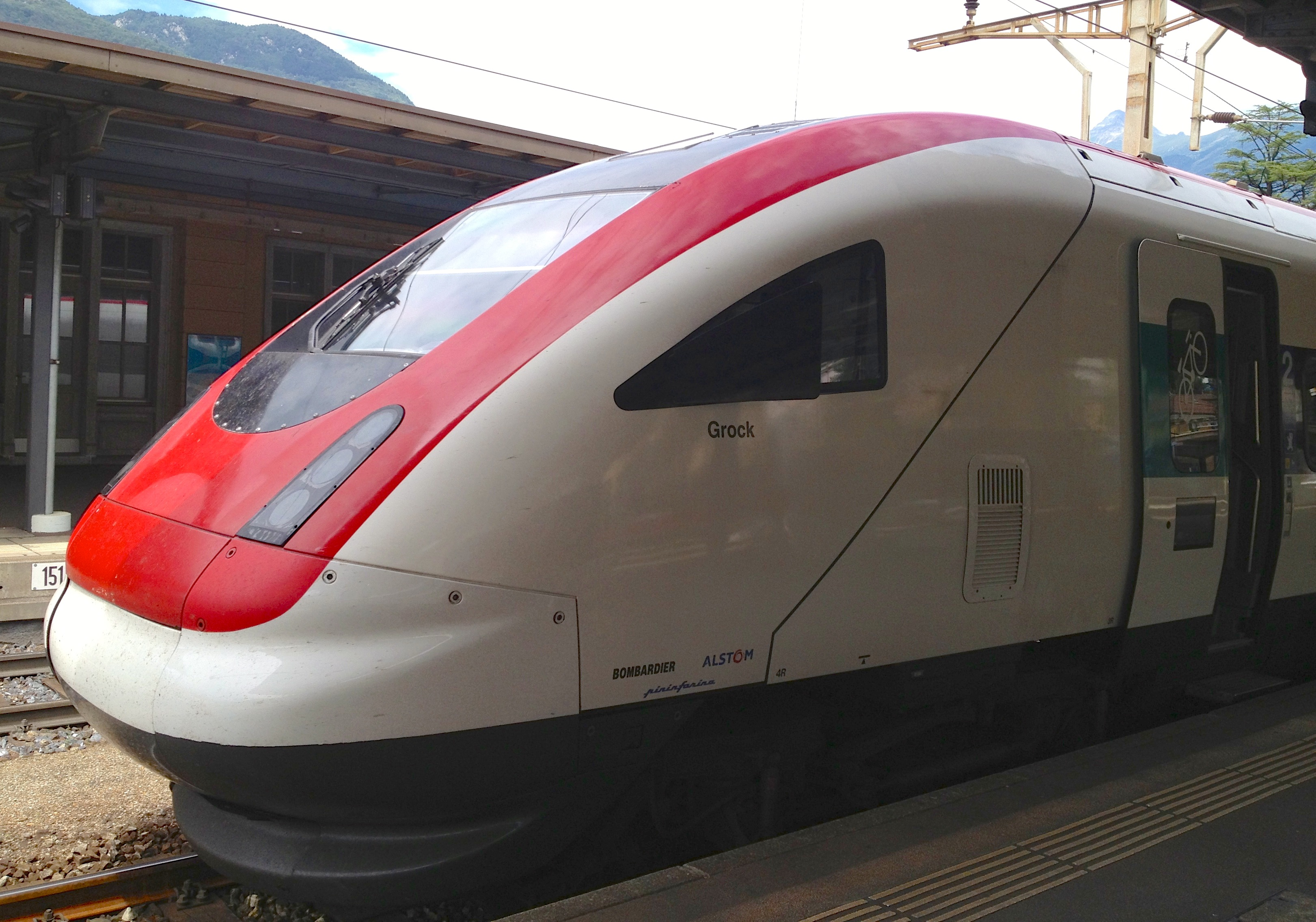
La rame RABDe 500 037-2, dit "Grock", opérée par SBB - CFF - FFS, 2016.

En son honneur, la rame d'un train RABDe 500 037-2 opérée par les Chemins de fer fédéraux porte son nom.

### Association Grockland
En 2003, une association d'intérêt public, Grockland, est créée pour valoriser le patrimoine lié au clown Grock. Bénéficiant jusqu'en 2007 d'une dotation financière du Secrétariat d'État à l'économie,, l'association lance trois projets importants : un festival itinérant, un prix annuel - le Grock d'or - récompensant un numéro d'arts du cirque et un site touristique sur le clown.

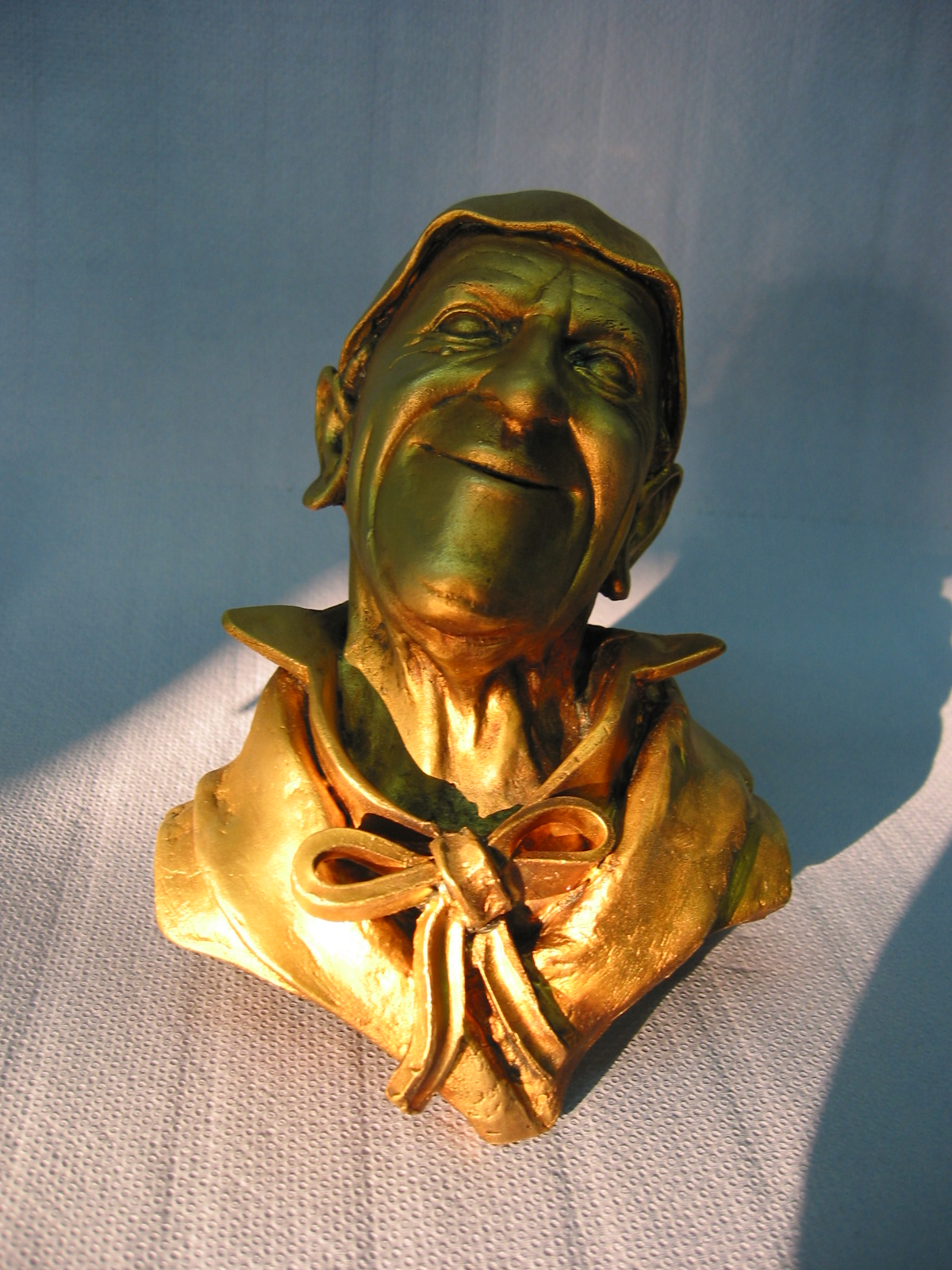
Récompense du Grock d'or.

De 2003 à 2005, le festival est organisé dans trois villes jurassienne et neuchâteloise : Bellelay, La Chaux-de-Fonds et Saignelégier. Toutefois, afin de se concentrer sur le projet de site touristique, le concept du festival est abandonné à partir de 2006. Concernant le Grock d'or, il est décerné à des artistes de cirque jusqu'en 2007.
À partir de 2006, l'association renforce son travail concernant la création d'un site touristique dédié au clown Grock. Dans un premier temps, l'idée d'un parc à thème est envisagée mais se voit rapidement abandonnée pour des budgétaires. Les responsables de l'association imagine alors un site réduit, mieux intégré à une ville et des infrastructures préexistantes. Si la ville de Bienne est immédiatement vue comme le lieu privilégié, en raison des liens entre le clown et la ville, la candidature de la ville seelandaise est retirée pour des raisons économiques. Des trois villes candidates (Saint-Imier, Porrentruy et Delémont), c'est celle de Saint-Imier qui est choisie en 2007. Rapidement, des différends apparaissent entre l'association et les responsables politiques imériens sur les avances pour investissements. À l'automne 2007, le projet d'installation à Saint-Imier est abandonné et l'association annonce travailler désormais avec la ville de Porrentruy. Quelques mois plus tard, en avril 2008, le projet de site touristique est définitivement arrêté, la commune de Porrentruy et l'association Grockland n'étant pas parvenues à régler les questions financières inhérentes à sa réalisation.

## Villa Bianca
Après avoir découvert et être tombé sous le charme de la côte ligure et plus particulièrement du hameau d'Oneglia grâce aux parents de sa femme Inès, Adrien Wettach souhaite finir sa vie dans la région. Ainsi, il achète un vaste terrain en 1927 à Oneglia et y commence la construction d'une villa et de jardins aux allures de palais. Jusqu'à la fin de sa vie, Adrien Wettach s'investit particulièrement dans ces travaux. Il définit intégralement l'esthétique de la villa et des jardins et suit l'avancement des chantiers.
La Villa Bianca, nommée ainsi en référence à Bianca, la fille du premier mariage d'Inès Ospiri, n'a pas à proprement parler de style architectural défini et cohérent. Adrien Wettach a en effet souhaité spécifier l'ensemble des éléments en référence à son personnage de Grock et aux univers circassien et clownesque. La fantaisie et les extravagances sont donc omniprésentes dans les différents éléments architecturaux. Pour Alberto Berruti, la villa Bianca est à l'image de Grock.

Le parc se développe autour d'une pièce d'eau ovale qui, comme le note Alberto Berruti, peut être un rappel à l'univers du cirque et à la forme de la piste centrale. Au centre du bassin se trouve un kiosque auquel on accède grâce à un petit pont. Une fontaine, des lampadaires peuvent évoquer des jongleurs avec leurs balles, un jardin d'hiver ainsi que divers parterres floraux constituent le reste des éléments extérieurs.

Vues extérieures de la villa Bianca, des jardins et du bassin.
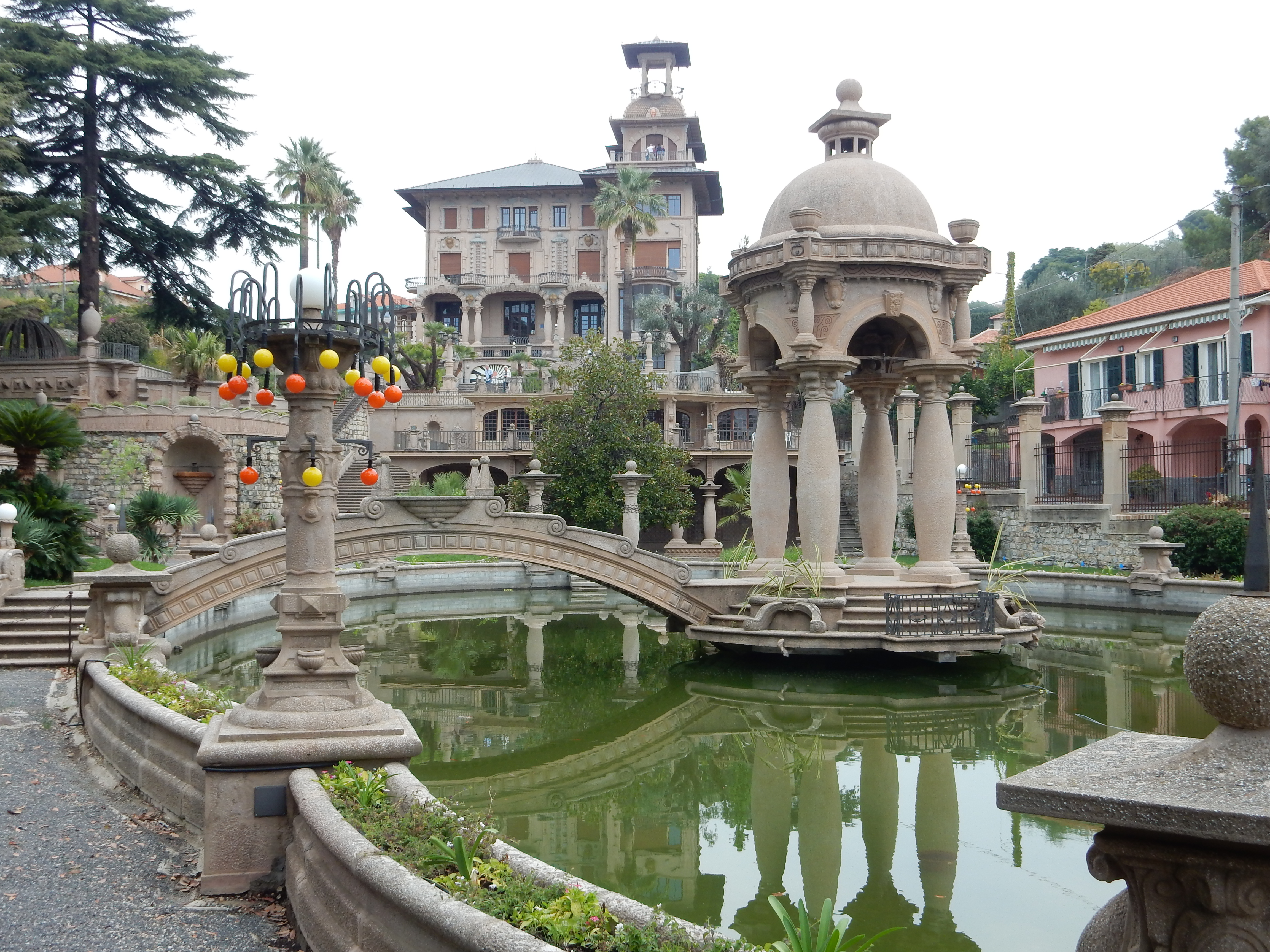
Vue extérieure de la façade sud de la villa Bianca, d'une partie des jardins, du bassin et du kiosque.
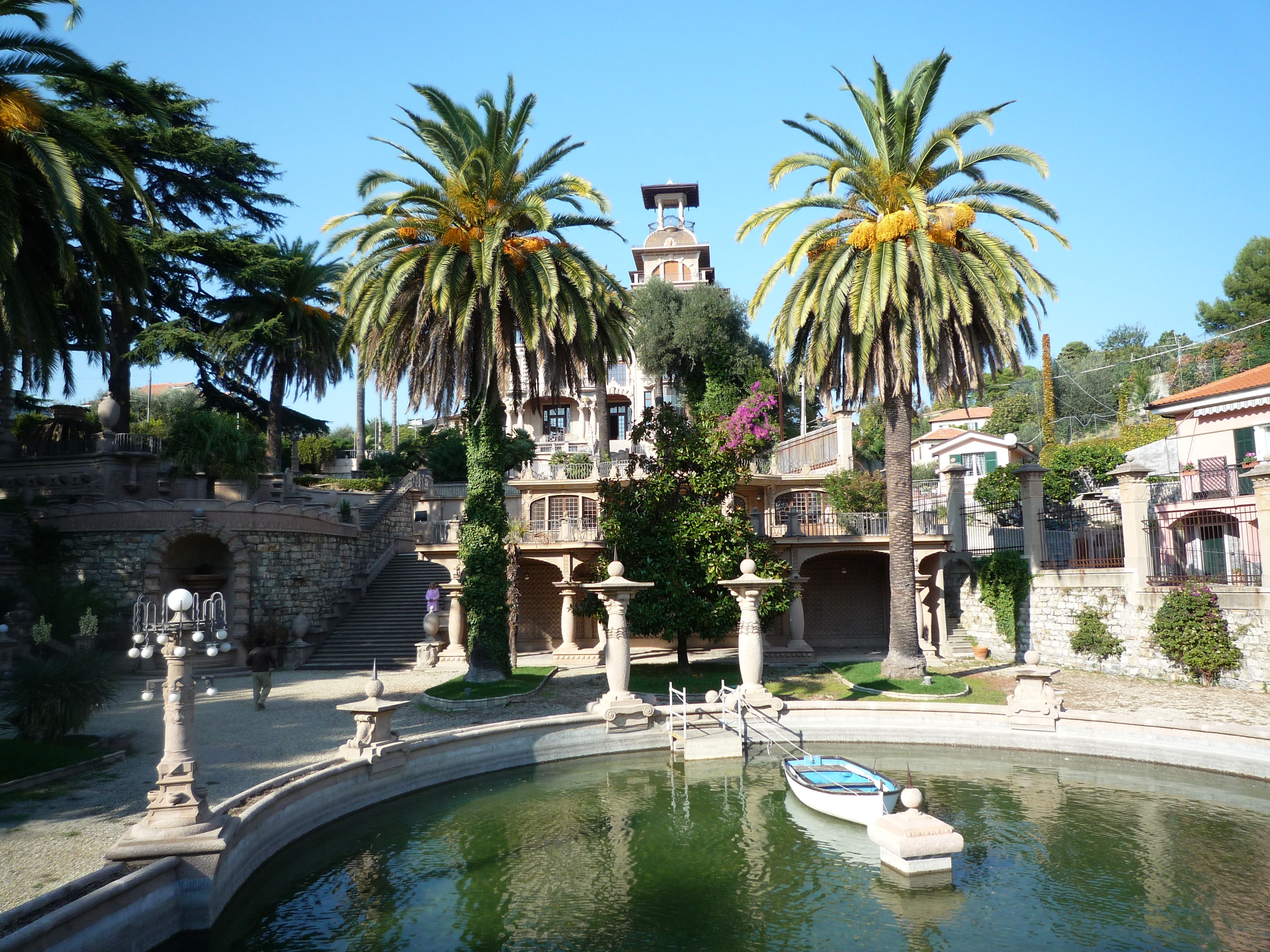
Vue extérieure vers le nord d'une partie des jardins et du bassin au premier plan. Au second plan, on distingue la villa Bianca. Orientation sud.
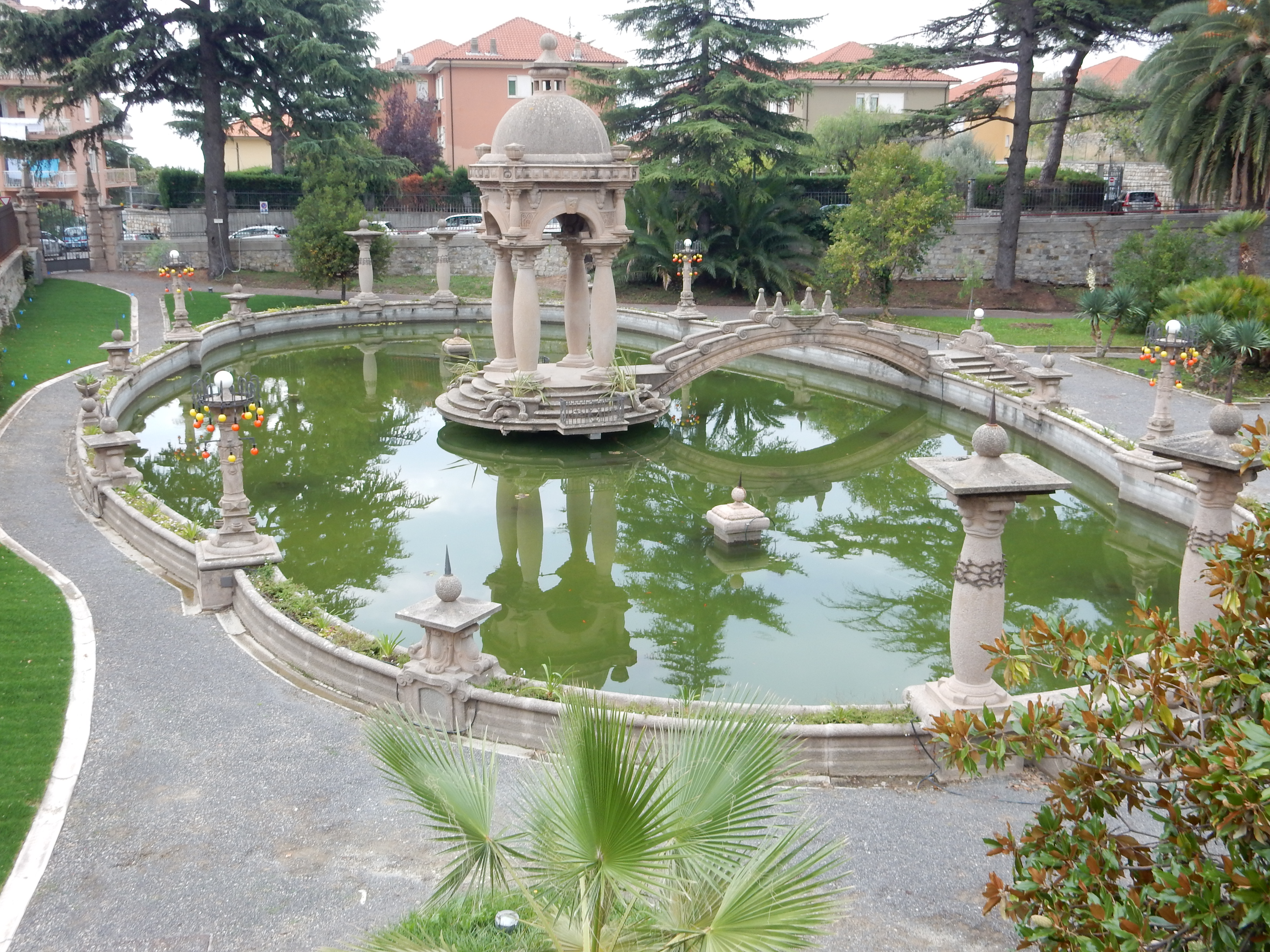
Vue extérieure vers le sud sur le bassin, la fontaine et une partie des jardins.
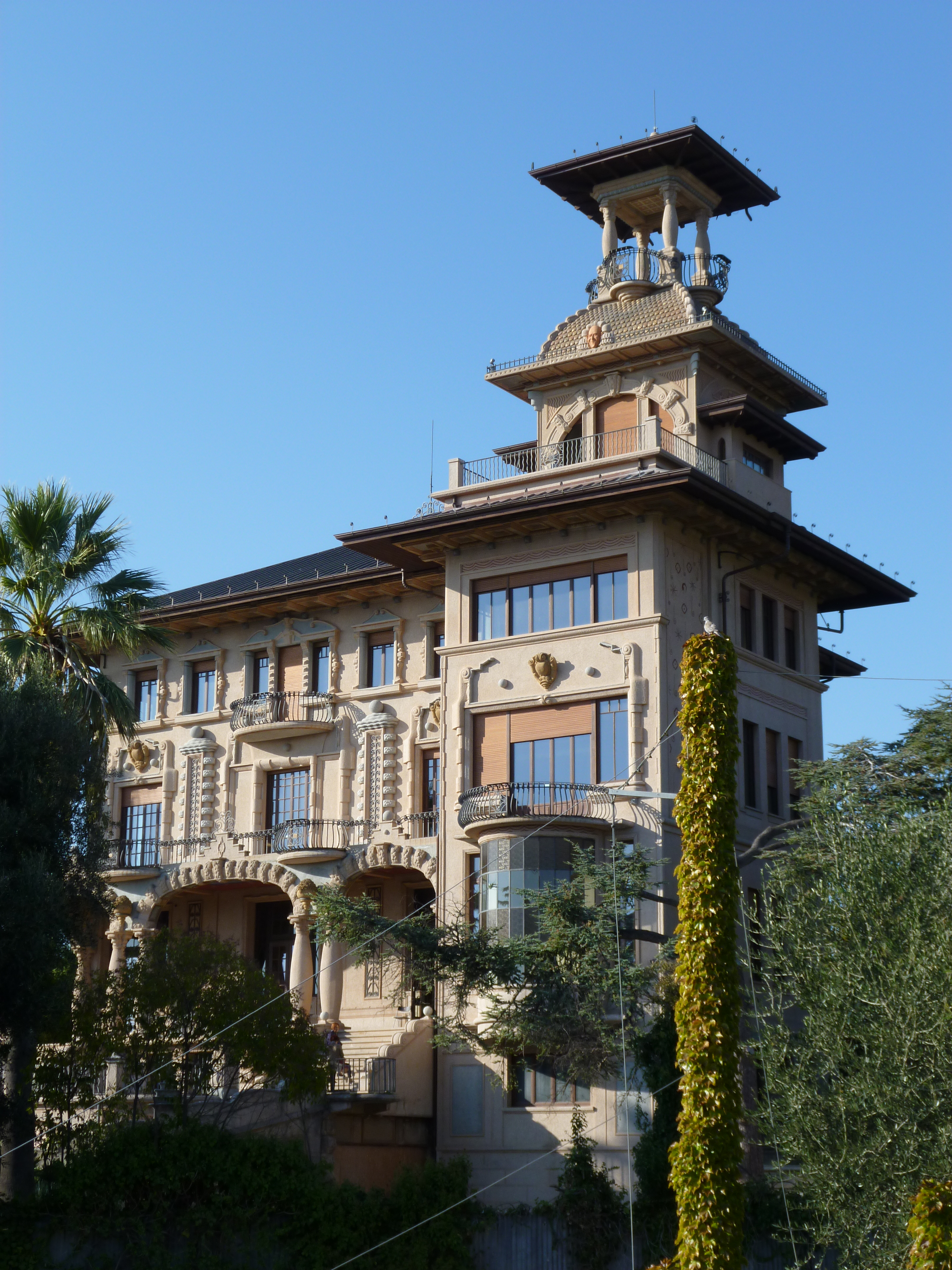
Vue extérieure de la façade sud de la villa Bianca.

L'intérieur de la villa est principalement de style Art nouveau, présentant une utilisation répétée du marbre et de l'acier. Toutefois, les lignes directrices sont beaucoup plus sobres et rectilignes qu'à l'extérieur. Il en résulte un ensemble plus sage et fonctionnel, bien que les témoins indiquent que du vivant de l'artiste le mobilier présent était abondant.

Vues intérieures sur des escaliers Art nouveau de la villa Bianca.
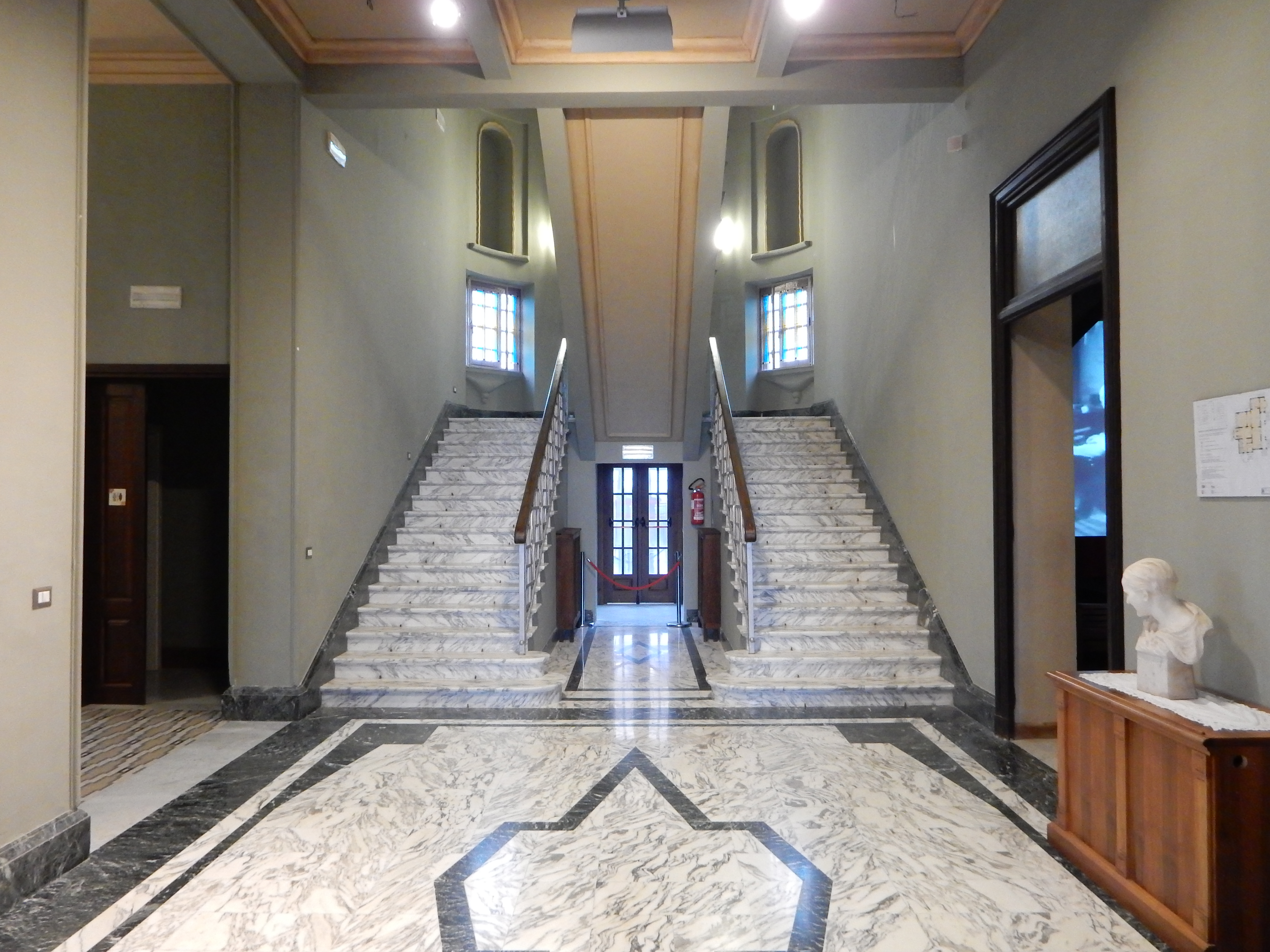
Vue intérieure sur le vestibule et les escaliers.
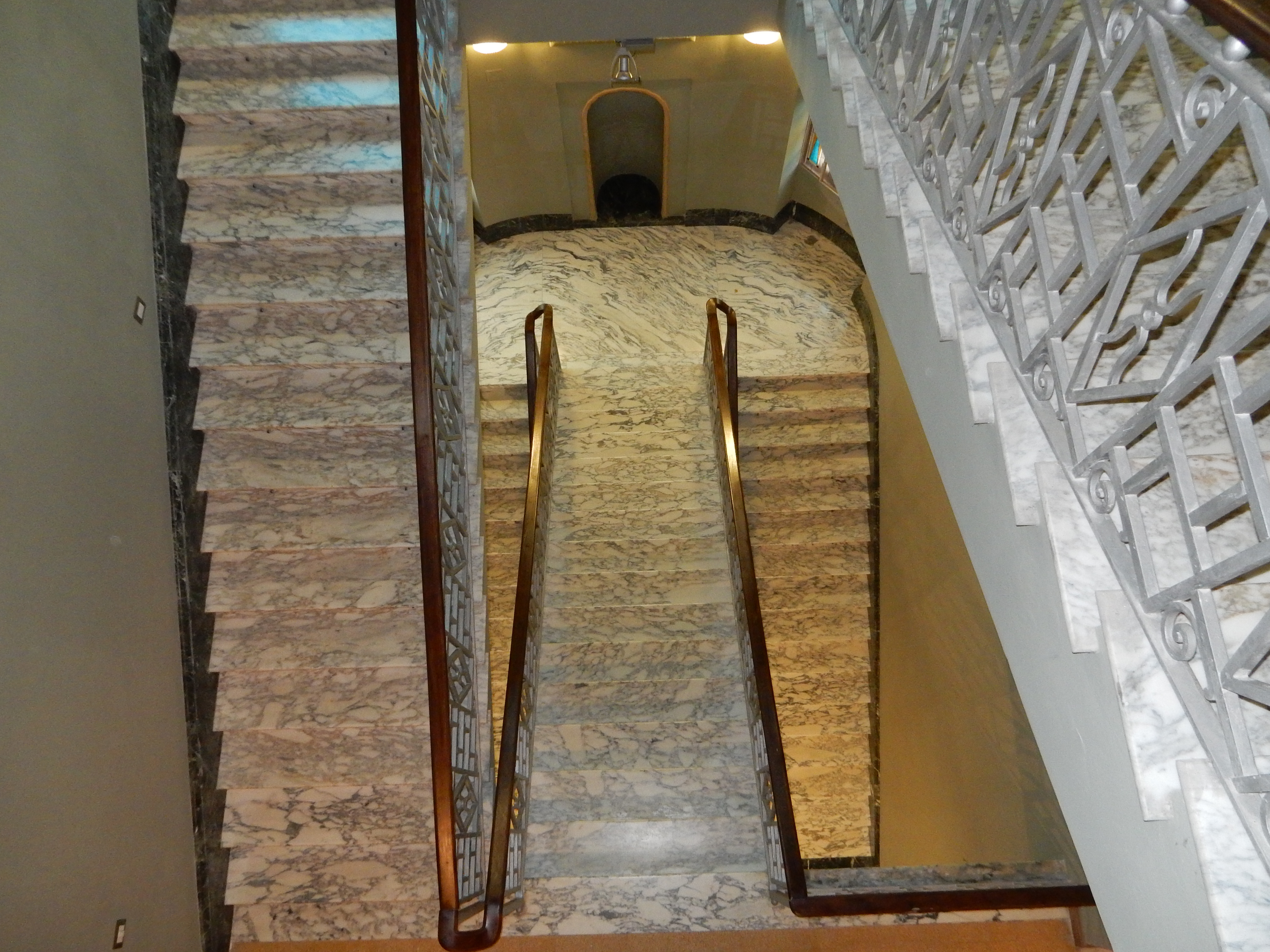
Vue intérieure des escaliers donnant sur le vestibule depuis les étages.
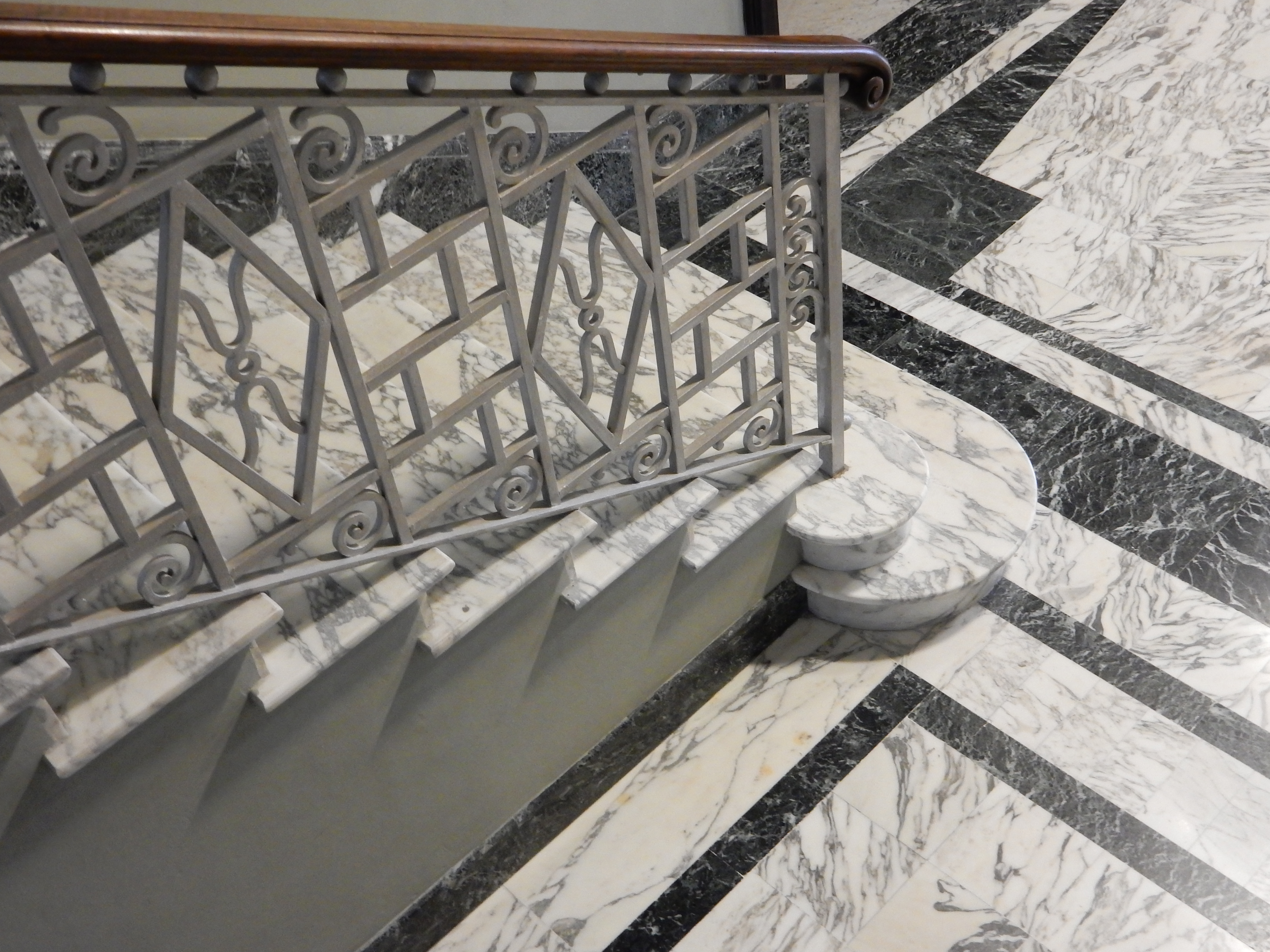
Détail sur les balustrades et les marches de l'escalier du vestibule.

En plus des symboles liés à l'alchimie et la franc-maçonnerie, les éléments de décoration proposent à de nombreuses reprises des rappels à Grock, aux clowns et au monde du cirque,. Par exemple, les bas-reliefs représentant des visages de clowns sont fréquents et aussi bien les formes très arrondies et boursoufflées en leur centre des colonnes que les lampes jaune et rouge autour du bassin rappellent les massues et les balles des jongleurs. Alberto Berruto note également la récurrence du motif de la spirale, ouvrant la voie à un symbolisme complexe.

Détails de l'univers fantaisiste et clownesque souhaité par Grock.
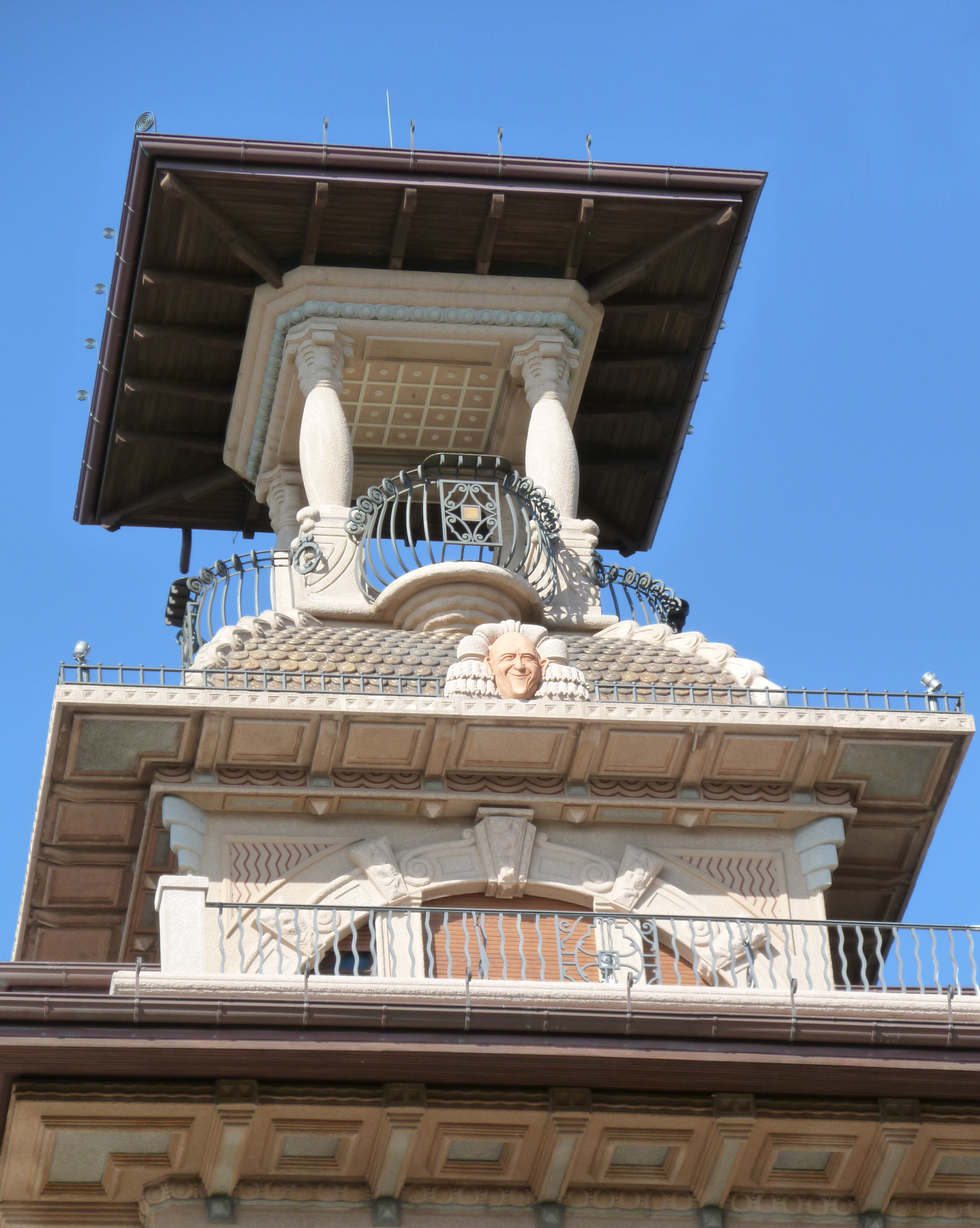
Tourelle de la villa. Le portrait de Grock est sculpté dans un médaillon en son centre.
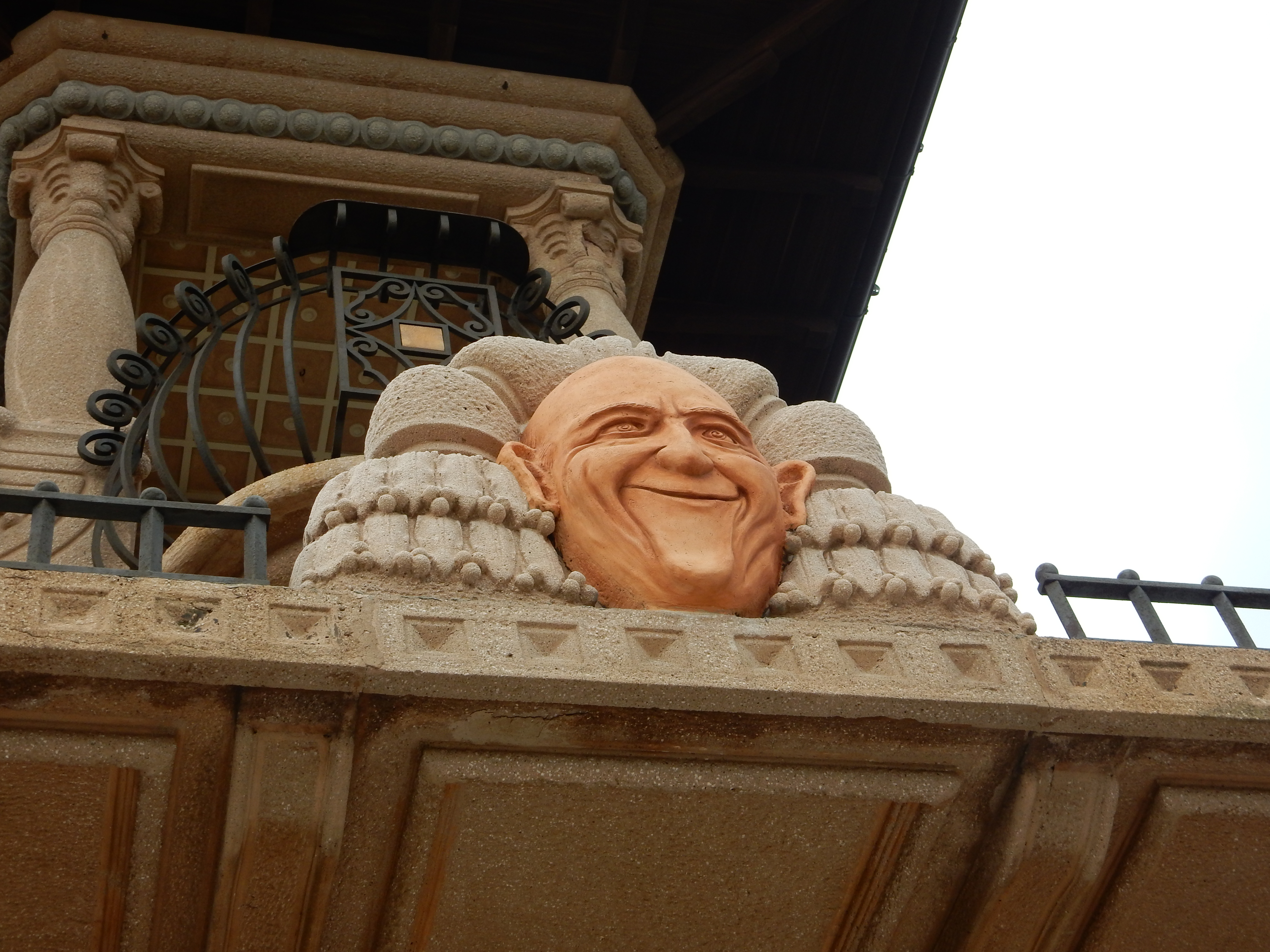
Détail du visage de Grock sur la tourelle de la villa.
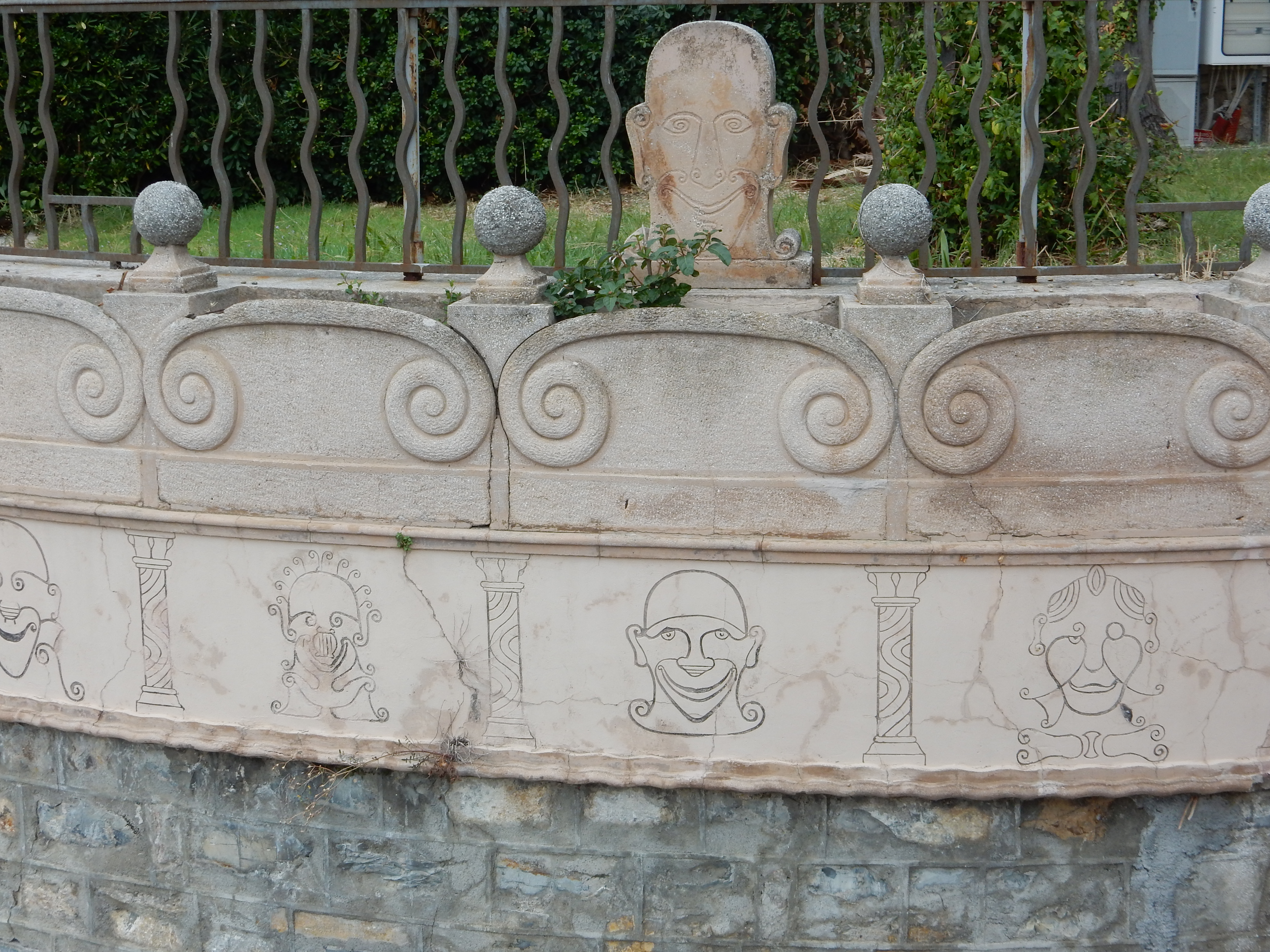
Détail de décorations du parc. Les visages présentent des traits clownesques.
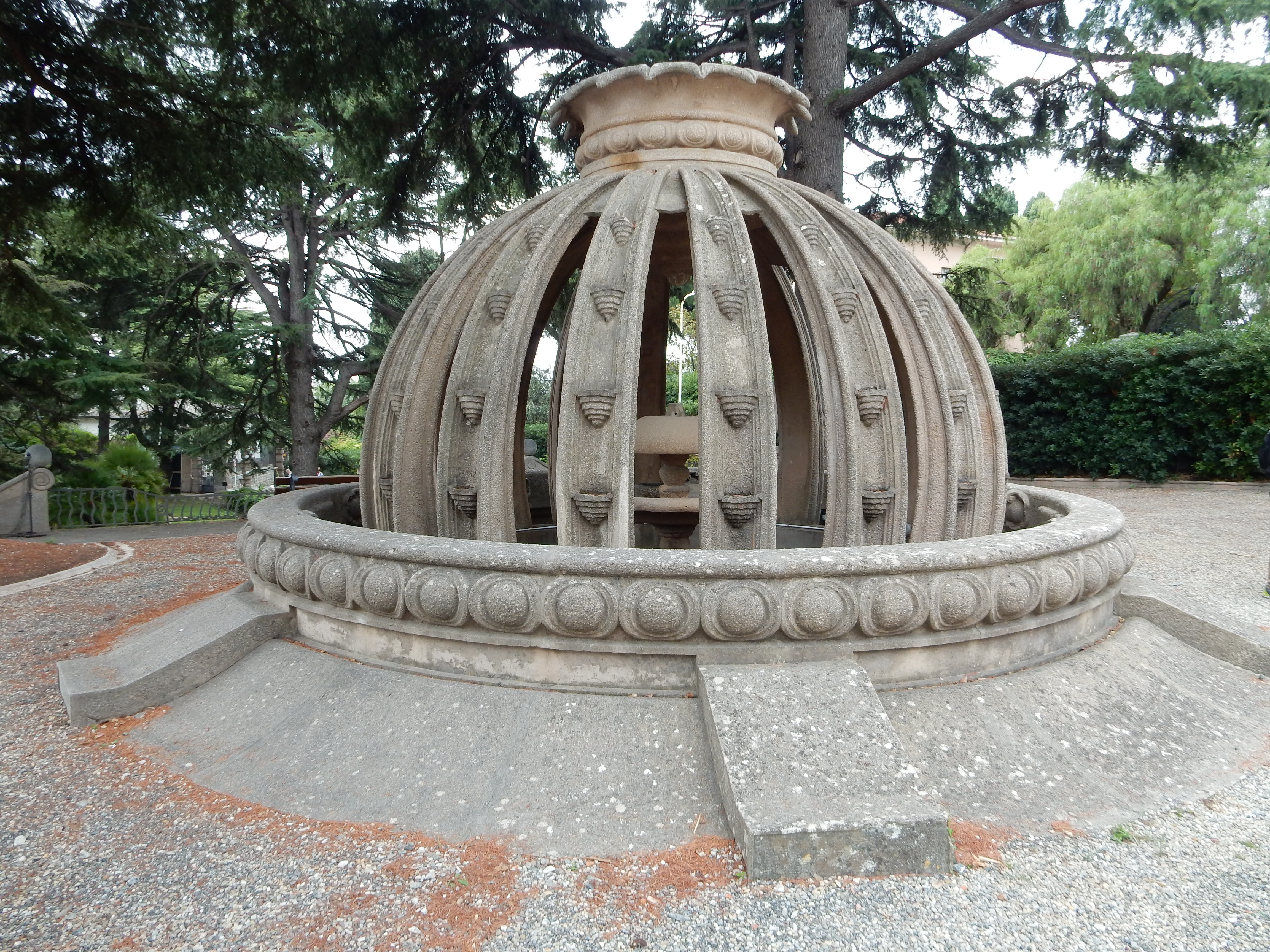
Dôme orné situé dans le parc.

## Dans les arts et la culture populaire

### Filmographie

#### Cinéma
- 1950 : Au revoir monsieur Grock de Pierre Billon, joué par lui-même.
- 2000 : David Larible a Villa Grock  de Roberto Bianchin et Silvio Giulietti

#### Télévision
- 1965 : Grock - König hinter der Maske de Inigo Gallo
- 2003 : Grock - roi des clowns de Felice Zenoni

### Iconographie
- 1930 - Le clown Grock, affiche de Paul Colin (un exemplaire conservé au musée des arts décoratifs de Paris).
- 1950 - Portrait photographique par Émile Savitry.

## Documentaire
- 2019 : Grock, ombres et lumières d'un clown de légende de Alix Maurin et Fabiano D'amato